# Julius
Julius ist ein männlicher Vorname.

## Herkunft und Bedeutung
Der Name Julius geht auf den römischen Gentilnamen Iulius zurück, der „aus dem Geschlecht der Julier“ bedeutet.
Die Bedeutung des Gentilnamens ist ungesichert. Möglicherweise geht er auf altgriechisch ἴουλος íulos „Bartflaum“ zurück. Eine andere Theorie verbindet den Namen mit dem Gott Jupiter, „dem Jupiter geweiht“, wobei der Name Jupiter so viel wie „Himmelsvater“ oder „leuchtender Vater“ bedeutet.

## Verbreitung
Obwohl der Name von mehreren frühen Heiligen, inklusive Papst Julius I. getragen wurde, war er im Mittelalter nur sehr selten vergeben. Vor allem in Frankreich, aber auch in Italien erlebte er während der Renaissance einen neuen Aufschwung.
In den Vereinigten Staaten war der Name Julius im ausgehenden 19. und beginnenden 20. Jahrhundert geläufig und rangierte in der Vornamenshitliste um Rang 100. Ab den 1920er Jahren sank die Beliebtheit kontinuierlich, bis der Name im Jahr 1975 mit Rang 438 einen Tiefpunkt erreichte. Daraufhin nahm seine Popularität leicht zu (Rang 326 im Jahr 1983), um daraufhin wieder zu sinken, bis der Name in den 1990er Jahren die Top-500 der Vornamenscharts verließ. Nach der Jahrtausendwende stieg die Beliebtheit des Namens wieder leicht an und er etablierte sich um in den 300er-Rängen der Vornamenscharts. Im Jahr 2022 belegte er Rang 348 der Vornamenscharts.
Der Name Julius hat sich in Finnland unter den 50 beliebtesten Jungennamen etabliert. Im Jahr 2022 belegte er Rang 35 der Hitliste.
In Tschechien zählte er bis in die 1960er Jahre hinein regelmäßig zu den 100 beliebtesten Jungennamen. Danach wurde der Name seltener gewählt, blieb jedoch geläufig. Im Jahr 2015 stand er in den Vornamenscharts auf Rang 196 der Vornamenscharts.
Julius zählte in Deutschland im ausgehenden 19. und beginnenden 20. Jahrhundert zu den beliebtesten Jungennamen des Landes, erreichte jedoch nie die Top-Ränge. Seine Popularität sank, sodass er in den 1920er Jahren die Hitliste der 100 meistgewählten Jungennamen verließ und außer Mode geriet. Ab den 1970er Jahren gewann er wieder an Beliebtheit. In den 1980er Jahren trat er wieder in die Top-100 der Vornamenscharts ein und stieg in der Hitliste weiter auf. Mit Rang 27 erreichte die Popularität des Namens im Jahr 2004 ihren Höhepunkt. Danach sank die Beliebtheit des Namens zwar, jedoch blieb er geläufig. Im Jahr 2023 stand er auf Rang 82 der Vornamenscharts.

## Varianten

### Männliche Varianten
- Französisch: Jules
- Italienisch: Giulio
  - Latein: Iulius
- Niederländisch
  - Diminutiv: Juul
- Polnisch: Juliusz
  - Diminutiv: Julek
- Portugiesisch: Júlio
  - Galicisch: Xulio
- Rumänisch: Iuliu
- Russisch: Юлий Julij
- Slowakisch: Július
- Slowenisch: Julij
- Spanisch: Julio
  - Baskisch: Julen
  - Katalanisch: Julià
- Ukrainisch: Юлий Julij

### Weibliche Varianten
- Belarussisch: Юлія Julija
- Bulgarisch: Юлия Julija
- Dänisch: Julia, Julie
  - Diminutiv: Lilli
- Deutsch: Julia, Julie
  - Diminutiv: Lia
- Englisch: Julia, Julie
  - Irisch: Iúlie
  - Diminutiv: Jools, Jules, Juliet
- Französisch: Julie
  - Korsisch: Ghjulia
  - Diminutiv: Juliette
- Historisch: Julitta
- Italienisch: Giulia
  - Latein: Iulia
  - Diminutiv: Giulietta
- Kroatisch: Julija
- Lettisch: Jūlija
- Litauisch: Julija
- Niederländisch: Julia, Julie
  - Diminutiv: Juul, Lia, Lieke
- Norwegisch: Julia, Julie
- Polnisch: Julia
  - Diminutiv: Julita
- Portugiesisch: Júlia
  - Galicisch: Xulia
  - Diminutiv: Julieta, Julinha
- Rumänisch: Iulia
- Russisch: Юлия Julija
- Slowakisch: Júlia
- Slowenisch: Julija
- Spanisch: Julia
  - Katalanisch: Júlia
  - Lateinamerika: Julissa
  - Diminutiv: Julieta
- Tschechisch: Julie
- Ukrainisch: Юлия Julija
- Ungarisch: Júlia
  - Diminutiv: Juli, Juliska, Lili

## Namenstage
- 29. Januar: nach Julius Hospitator
- 12. April: nach Papst Julius I.
- 19. August: nach Julius, dem Märtyrer († 180–193)
- 20. Dezember: nach Julius von Gelduba

## Namensträger

### Einzelname
- Julius von Caerleon († um 303), englischer Märtyrer
- Julius von Durostorum († 304), Märtyrer
- Julius von Novara († um 400), griechischer Priester und Heiliger der römisch-katholischen Kirche
- Julius von Rom († um 190), Märtyrer, Heiliger
- Julius I. († 352), Bischof von Rom (337–352)
- Julius II. (1443–1513), Papst (1503–1513)
- Julius III. (1487–1555), Papst (1550–1555)
- Julius Ernst (1571–1636), Herzog zu Braunschweig und Lüneburg
- Julius Franz (1641–1689), Herzog von Sachsen-Lauenburg
- Julius Friedrich (1588–1635), Herzog von Württemberg-Weiltingen
- Julius Heinrich (1586–1665), Herzog von Sachsen-Lauenburg
- Julius Nepos († 480), letzter weströmischer Kaiser
- Julius Siegmund (1653–1684), Herzog von Württemberg-Juliusburg
- Julius von Schleswig-Holstein-Sonderburg-Glücksburg (1824–1903), Prinz von Schleswig-Holstein-Sonderburg-Glücksburg

### Vorname

#### A
- Julius Aagaard (1847–1926), dänischer Heliograph und Fotograf
- Julius Abel (1833–1928), deutscher Komponist und Pfarrer
- Julius Abeler (1859–1943), deutscher Gymnasiallehrer und Mundartschriftsteller
- Julius Johann Wilhelm von Abensperg und Traun (1670–1739), k.k. Feldzeugmeister und zuletzt Gouverneur von Messina
- Julius Ackerknecht (1856–1932), deutscher Gymnasialprofessor und Französischlehrer
- Julius Adam (1852–1913), deutscher Genre- und Tiermaler
- Julius Adam (1821–1874), deutscher Genremaler und Lithograf
- Julius Adam (1862–1942), deutscher Arzt und Verbandsfunktionär
- Julius Babatunde Adelakun (* 1934), nigerianischer Geistlicher, Altbischof von Oyo
- Julius Adler (1894–1945), deutscher Politiker (KPD), MdR
- Julius Adler (1882–1934), deutscher Rechtsanwalt
- Julius Adler (1930–2024), deutschamerikanischer Biochemiker
- Julius Ochs Adler (1892–1955), US-amerikanischer Generalmajor der US Army und Journalist
- Julius Aghahowa (* 1982), nigerianischer Fußballspieler
- Julius Ahlmann (1880–1931), Kaufmann und Fabrikant
- Julius Akubor († 1974), nauruischer Politiker
- Julius Albert (1787–1846), hannoveranischer Berghauptmann
- Julius Alberti (1832–1902), deutscher Politiker, MdL
- Julius Gustav Alberti (1723–1772), evangelisch-lutherischer deutscher Prediger
- Julius Albrecht (1827–1901), preußischer Generalmajor
- Julius Alexander (1838–1906), deutscher Bankier
- Julius Caesar Alford (1799–1863), US-amerikanischer Politiker
- Julius Allgeyer (1829–1900), deutscher Kupferstecher, Fotograf und Schriftsteller
- Julius Allo (1901–1984), österreichischer Maler
- Julius García Alonso (1905–1988), US-amerikanischer Fußballspieler, -trainer, -schiedsrichter und -funktionär
- Julius Altmann (1814–1873), deutscher Archivar, Philologe, Schriftsteller und Übersetzer
- Julius Ambrosch (1804–1856), deutscher Klassischer Philologe und Archäologe; Hochschullehrer in Breslau
- Julius Ambrunn, letzter Vorsitzender der Dorstener jüdischen Synagogengemeinde (bis 1942)
- Julius Ammann (1882–1962), Schweizer Lehrer und Mundartschriftsteller
- Julius von Amsberg (1830–1910), deutscher Jurist und mecklenburgischer Minister
- Julius Andree (1889–1942), deutscher Hochschullehrer und Prähistoriker
- Julius Angerhausen (1911–1990), deutscher Weihbischof
- Julius Anthoni, deutscher Orgelbauer in Danzig
- Julius Appelius (1826–1900), deutscher Politiker, Landtagspräsident (SWE)
- Julius Apriadi (* 1987), deutscher Jazzmusiker (Schlagzeug, Vibraphon, Komposition)
- Julius Arigi (1895–1981), österreichischer Jagdflieger
- Julius Ariowitsch (1853–1908), jüdischer Rauchwaren-Händler in Leipzig
- Julius Karl Arndt (1820–1888), evangelischer Pfarrer und Kirchenlieddichter
- Julius Arnfeld (1875–1957), deutscher Schauspieler und Regisseur
- Julius Arnold (1847–1926), Jurist und Mitglied des Deutschen Reichstags
- Julius Arnold (1835–1915), deutscher Pathologe
- Julius Arnoldt (1816–1892), deutscher Philologe und Gymnasiallehrer
- Julius Aronius (1861–1893), deutscher Historiker und Diplomatiker
- Julius Arp (1858–1945), deutscher Kaufmann und Großindustrieller in Brasilien
- Julius Asal (* 1997), deutscher Pianist
- Julius Asbach (1854–1908), deutscher Gymnasiallehrer
- Julius Asch (1875–1932), deutscher Gewerkschafter und sozialdemokratischer Politiker
- Julius Aßfalg (1919–2001), deutscher Orientalist
- Julius Ashkin (1920–1982), US-amerikanischer Physiker
- Julius Aßmann, deutscher Politiker der DVP
- Julius Carl Friedrich Aßmann (1827–1886), deutscher Uhrenfabrikant
- Julius von Auer (1832–1915), deutscher Verwaltungsbeamter, Regierungspräsident im Königreich Bayern
- Julius Außenberg (1887–1955), österreichischer Filmproduzent, Filmkaufmann und Filmmanager
- Julius Léopold Eduard Avé-Lallemant (1803–1867), deutscher Botaniker
- Julius Avery, australischer Regisseur und Drehbuchautor
- Julius Axelrod (1912–2004), US-amerikanischer Pharmakologe, Neurochemiker und Nobelpreisträger
- Julius Axenfeld (1834–1896), deutscher evangelischer Theologe
- Julius Axmann (1858–1929), österreichischer Politiker (CSP), Landtagsabgeordneter
- Julius Hanna Aydın (* 1947), aramäischer Geistlicher, Erzbischof der Syrisch-Orthodoxen Kirche in Deutschland

#### B
- Julius Bab (1880–1955), deutscher Schriftsteller
- Julius Bachem (1845–1918), deutscher Verleger, Jurist, Publizist und Politiker (Zentrum)
- Julius Bachem (1887–1959), deutscher Beamter und Politiker (DNVP)
- Julius Bacher (1810–1890), deutscher Schriftsteller
- Julius Bachmann (1844–1924), deutscher Jurist und Mitglied des Preußischen Herrenhauses
- Julius Bacmeister (1855–1916), sächsischer Generalmajor
- Julius Baedeker (1821–1898), deutscher Verleger, Buchhändler und Redakteur
- Julius Theodor Baedeker (1814–1880), deutscher Verleger, Buchhändler und Redakteur
- Julius Baer (1876–1941), deutscher Internist
- Julius Bagel (1826–1900), deutscher Buchhändler, Verleger und Druckereibesitzer
- Julius Bagel junior (1861–1929), deutscher Verleger und Druckereibesitzer
- Julius Theodor Bagmihl, Maler und Zeichenlehrer
- Julius Bahle (1903–1986), deutscher Psychologe, Musikwissenschaftler und Psychotherapeut
- Julius Bahnsen (1830–1881), deutscher Philosoph
- Julius von Bailer (1853–1918), württembergischer Generalmajor
- Julius Balkow (1909–1973), deutscher SED-Funktionär, MdV, Minister für Außenhandel und Innerdeutschen Handel der DDR
- Julius Balting (1876–1954), deutscher Fotograf und Stummfilmkameramann
- Julius Bamberger (1880–1951), Kaufhausbesitzer in Bremen
- Julius von Bandel (1845–1899), deutscher Gutsbesitzer und Fideikommissstifter
- Julius Bankó (1871–1945), österreichischer Klassischer Archäologe
- Julius Bär (1857–1922), deutsch-schweizerischer Bankier
- Julius Barasch (1898–1943), deutscher Journalist
- Julius Bard (1874–1937), ungarisch-deutscher Buchhändler und Verleger
- Julius Bärens (1816–1898), deutscher Pädagoge, Abgeordneter und Publizist
- Julius Barheine (1897–1976), deutscher Maler und Grafiker
- Julius Barmat (1889–1938), deutscher Angeklagter in einem Korruptionsprozess
- Julius Baron (1834–1898), deutscher Rechtswissenschaftler, Rechtshistoriker und Pandekt
- Julius Barr (1905–1939), US-amerikanischer Pilot
- Julius Bartels (1899–1964), deutscher Geophysiker und Hochschullehrer
- Julius Baruch, deutscher Ringer und Gewichtheber
- Julius Basch (1876–1940), deutscher Fabrikant und NS-Opfer
- Julius Bassler (1929–2007), deutscher Rundfunk- und Unterhaltungsmusikpianist
- Julius Bauer (1879–1969), britischer Kinderarzt deutscher Herkunft
- Julius Bauer (1887–1979), austro-amerikanischer Internist
- Julius Bauer (1853–1941), österreichischer Schriftsteller, Librettist, Journalist sowie Redakteur
- Julius Baum (1882–1959), deutscher Kunsthistoriker
- Julius Baumann (1868–1932), liberaler Politiker und Minister in Württemberg
- Julius Baumgärtner (1837–1913), deutscher Mediziner
- Julius Bauschinger (1860–1934), deutscher Astronom
- Julius Bausenwein (1913–1962), deutscher Bildhauer
- Julius Bayerle (1826–1873), deutscher Bildhauer und Maler
- Julius Bayerlein (1838–1899), deutscher Unternehmer und Politiker, MdR
- Julius Becher (1842–1907), deutscher Arzt
- Julius Bechstein, Komponist von Stummfilmmusik
- Julius Beck (1852–1920), deutscher Schriftsteller, Redakteur, Rezitator und Lehrer der Vortrags- und Bühnenkunst
- Julius Beck (1884–1981), Schweizer Politiker (KVP)
- Julius Becker (1853–1917), badischer Jurist und Verwaltungsbeamter
- Julius Becker (1811–1859), deutscher Komponist und Musiktheoretiker
- Julius Becker, deutscher Amokläufer an einer Schule
- Julius Maria Becker (1887–1949), deutscher Dramatiker und Lyriker
- Julius W. Becton Jr. (1926–2023), US-amerikanischer Offizier, Generalleutnant der US-Army
- Julius Beeger (1829–1899), deutscher Pädagoge und Comeniusforscher
- Julius Beer (1822–1874), deutscher Arzt und Heimatforscher
- Julius Wilhelm von Beerfelde (1805–1871), deutscher Jurist, Reichstagsabgeordneter
- Julius Beinortas (1943–2019), litauischer Politiker (Seimas) und Ingenieur
- Julius Bellinger (* 1831), deutscher Politiker, MdR
- Julius von Bemberg (1836–1903), deutscher Gutsbesitzer und Politiker
- Julius Benda (1838–1897), deutscher Architekt
- Julius Bender (1893–1966), deutscher evangelischer Theologe
- Julius Benedict (1804–1885), britischer Komponist und Kapellmeister deutscher Herkunft
- Julius Benfey (1836–1900), deutscher Wirtschaftsjurist und Bankdirektor
- Julius Bensheimer (1850–1917), deutscher Verleger
- Julius zu Bentheim und Steinfurt (1815–1857), deutscher Offizier und Abgeordneter
- Julius von Benz (1831–1907), deutscher Politiker
- Julius Berberich (1846–1916), Geistlicher Rat im Erzbistum Freiburg und deutscher Schriftsteller
- Julius Bercht (1811–1877), deutscher Theaterschauspieler, Opernsänger (Bariton) und Lyriker
- Julius Berend (1820–1904), deutscher Balletttänzer, Kinderdarsteller, Opernsänger (Tenor) und Theaterschauspieler
- Julius Berendes (1837–1914), deutscher Apotheker und Pharmaziehistoriker
- Julius Berendes (1907–2001), deutscher HNO-Arzt und Hochschullehrer
- Julius Berends (1817–1891), deutsch-amerikanischer demokratischer Politiker und politischer Publizist
- Julius Beresford (1868–1959), britischer Ruderer
- Julius van den Berg (* 1996), niederländischer Radrennfahrer
- Julius Bergenroth (1817–1896), deutscher Altphilologe und Gymnasiallehrer, MdHdA, Ehrenbürger von Thorn
- Julius Berger (* 1954), deutscher Cellist
- Julius Berger (1862–1943), jüdischer deutscher Bauunternehmer, NS-Opfer
- Julius Victor Berger (1850–1902), österreichischer Maler
- Julius Bergmann (1839–1904), deutscher Philosoph
- Julius Bergmann (1861–1940), deutscher Maler
- Julius Bergmann (1894–1952), deutscher SA-Führer und verurteilter Mörder
- Julius von Bergmann (1834–1908), preußischer General der Infanterie
- Julius Bermann (1868–1943), österreichischer Gewerkschafter und sozialdemokratischer Gemeinderat in Wien
- Julius Joseph Bernay von Favancourt (1804–1880), österreichischer Generalmajor
- Julius Adolf Bernhard (1841–1924), deutscher Gymnasiallehrer und Altphilologe
- Julius Bernis (1809–1875), preußischer Generalmajor
- Julius Bernstein (1839–1917), deutscher Physiologe
- Julius August von Bernuth (1782–1857), deutscher Beamter sowie Land- und Regierungsrat
- Julius von Bernuth (1861–1957), preußischer Generalmajor
- Julius von Bernuth (1897–1942), deutscher Generalmajor im Zweiten Weltkrieg
- Julius von Bernuth (1830–1902), deutscher Komponist und Dirigent
- Julius Berstl (1883–1975), deutscher, (seit 1947) britischer Schriftsteller
- Julius Berthold (1845–1934), deutscher Maschinenfabrikant
- Julius Bertuch (1838–1904), deutscher Architekt und kommunaler Baubeamter
- Julius Herrmann Beschorner (1811–1886), deutscher Jurist und Autor
- Julius Hermann Besser (1807–1895), deutscher Verwaltungsbeamter und Parlamentarier
- Julius Bessmer (1864–1924), schweizerischer Jesuit, Hochschullehrer, Schriftsteller und Religionspsychologe
- Julius Bettinger (1881–1966), deutscher Radrennfahrer, Erfinder und Unternehmer
- Julius August Bewer (1877–1953), deutscher evangelischer Theologe
- Julius van Beyma († 1598), niederländischer Rechtswissenschaftler
- Julius Biada (* 1992), deutscher Fußballspieler
- Julius Bielefeld (1905–1970), deutscher NSDAP-Funktionär, Kreisleiter in Coesfeld und Lüdinghausen
- Julius Bielz (1884–1958), siebenbürgischer Jurist, Kunsthistoriker und Volkskundler
- Julius Bien (1826–1909), deutsch-amerikanischer Lithograf
- Julius Georg Bierbaum (1761–1844), deutscher Kaufmann und Abgeordneter
- Julius Billeter (1869–1957), schweizerischer Genealoge
- Julius Binder (1870–1939), deutscher Rechtsphilosoph
- Julius Binder (* 1925), Schweizer Politiker (CVP)
- Julius Bintz (1843–1891), deutscher Gymnasiallehrer, Schulleiter und Autor
- Julius Maada Bio (* 1964), sierra-leonischer Staatschef
- Julius von Bismarck (* 1983), deutscher Künstler
- Julius Bissier (1893–1965), deutscher Maler
- Julius Bittner (1874–1939), österreichischer Komponist
- Julius von Blaas (1845–1922), österreichischer Maler
- Julius W. Blackwell, US-amerikanischer Politiker
- Julius Blaeser (1814–1834), deutscher Historienmaler der Düsseldorfer Schule
- Julius Blanck (1865–1930), deutscher Börsenmakler, Autor, Herausgeber und Mäzen
- Julius Blank (1925–2011), US-amerikanischer Maschinenbauer und ein Mitglied der Traitorous Eight
- Julius Blau (1861–1939), jüdischer Rechtsanwalt und Notar
- Julius von Blaul (1853–1930), deutscher Jurist und Regierungspräsident
- Julius Bleichröder (1828–1907), deutscher Bankier
- Julius Block (1858–1934), deutscher Unternehmer
- Julius Blohm (1845–1927), sächsischer Generalleutnant
- Julius Blum (1843–1919), österreichischer Bankier
- Julius R. Blum (1922–1982), US-amerikanischer Mathematiker und Statistiker
- Julius Blüthner (1824–1910), deutscher Klavierbauer
- Julius Bobinger (* 1944), deutscher Diplomat
- Julius Bochmann (1832–1918), deutscher Baumeister und konservativer Politiker, MdL (Königreich Sachsen)
- Julius Bochmann (1901–1957), deutscher Lehrer und Philatelist
- Julius Bockemüller (1895–1943), deutscher Arzt und NS-Opfer
- Julius Bode (1876–1942), deutscher Pastor und Politiker
- Julius von Bodenhausen (1840–1915), deutscher Politiker und Mitglied des Reichstages
- Julius Bodenstein (1847–1932), deutscher Maler
- Julius Boecker (1872–1951), deutscher Verwaltungsjurist und Honorarprofessor
- Julius von Boehn (1820–1893), preußischer Generalleutnant
- Julius Herman Boeke (1884–1956), niederländischer Ökonom
- Julius Boethke (1864–1917), deutscher Architekt
- Julius von Bohlen (1820–1882), deutscher Gutsbesitzer und Geschichtsforscher
- Julius Böhm (1851–1917), mährisch-österreichischer Kirchenmusiker, Organist und Kapellmeister
- Julius Böhmer (* 2002), deutscher Basketballspieler
- Julius Bolthausen (1868–1947), deutscher Lehrer und Reiseunternehmer
- Julius Bomholt (1896–1969), dänischer Journalist und Politiker (Socialdemokraterne), Mitglied des Folketing, Verteidigungsminister
- Julius von Bönninghausen (1835–1889), deutscher Jurist und Politiker, MdR
- Julius Bormann (1830–1892), deutscher Architekt und preußischer Militärbaubeamter
- Julius Boros (1920–1994), ungarisch-US-amerikanischer Berufsgolfspieler
- Julius von Borsody (1892–1960), österreichischer Filmarchitekt und Szenenbildner
- Julius von Bose (1809–1894), preußischer General der Infanterie
- Harald Julius von Bosse (1812–1894), deutschbaltischer Architekt
- Julius Böttcher (1886–1970), deutscher Lehrer, Autor, Heimatforscher, Paläontologe und Fossiliensammler
- Julius Bouché (1846–1922), deutscher Gärtner, Gartengestalter, Gewächshaustechniker und Garteninspektor
- Julius Braathe (1874–1914), norwegischer Sportschütze
- Julius Brabant (1825–1912), deutscher Abenteurer und Unternehmer
- Julius Braden (1829–1901), hessischer Kreisrat
- Julius Brammer (1877–1943), österreichischer Librettist
- Julius Brandt (1873–1949), österreichischer Schauspieler
- Julius Bräucker (1872–1942), deutscher Politiker (SPD)
- Julius Braun (1808–1874), deutscher Rittergutsbesitzer und konservativer Politiker, MdL (Königreich Sachsen)
- Julius Braun (1895–1962), deutscher Generalleutnant der deutschen Wehrmacht
- Julius Braun (1825–1869), deutscher Kunsthistoriker und Hochschullehrer
- Julius Braun (1821–1878), deutscher Badearzt und Dichter in Bad Oeynhausen
- Julius von Braun (1868–1931), deutscher Verwaltungsbeamter
- Julius von Braun (1875–1939), deutscher Chemiker
- Julius Braunhofer (1829–1867), Theaterschauspieler
- Julius Brauns (1857–1931), deutscher Lehrer, Stenograf und Erfinder einer Kurzschrift
- Julius Braunthal (1891–1972), sozialdemokratischer Journalist Österreichs, Funktionär der Arbeiterbewegung
- Julius Brautlecht (1837–1883), deutscher Apotheker und Bakteriologe
- Julius Brecht (1900–1962), deutscher Politiker (SPD), MdHB, MdB
- Julius Brede († 1849), deutscher Schriftsteller und Schachkomponist
- Julius Bredenbeck (1907–1990), deutscher Politiker (SPD), MdL
- Julius Bredt (1855–1937), deutscher Chemiker
- Julius Bremer (1828–1894), Mitbegründer der Magdeburger Arbeiterbewegung
- Julius Bretz (1870–1953), deutscher Landschaftsmaler und Lithograf
- Julius Brill (1816–1882), Mitglied der preußischen Nationalversammlung
- Julius Erich Eberhard Brinckmann (1823–1903), sächsischer Generalmajor
- Julius Brink (* 1982), deutscher Beachvolleyballspieler
- Julius von den Brinken (1789–1846), deutscher Forstwissenschaftler und polnischer Generalforstmeister
- Julius Franz Brockhoff (1824–1898), deutscher Unternehmer und Politiker
- Julius Brodnitz (1866–1936), deutscher Rechtsanwalt
- Julius Bruck (1840–1902), Zahnarzt und Pionier der Endoskopie
- Julius Bruck (1833–1899), deutscher Arzt und Schriftsteller
- Julius Brück (1859–1918), ungarischer Musikpädagoge und Komponist
- Julius Wilhelm Brühl (1850–1911), Chemiker
- Julius Bruhns (1860–1927), deutscher Politiker (SPD, USPD), MdR
- Julius Brumsack (1915–2011), deutscher Kaufmann in Beverstedt und Überlebender des Holocaust
- Julius von Brünken (1798–1875), deutscher Politiker
- Julius Brzoska (1859–1930), deutscher Klassischer Philologe und Gymnasialdirektor
- Julius Buchholz (1882–1942), jüdischer Lederwarenhändler und Opfer des Holocaust
- Julius Richard Büchi (1924–1984), Schweizer Logiker und Mathematiker
- Julius Buckler (1893–1960), deutscher Soldat der Fliegertruppe
- Julius Buddeus (1812–1873), deutscher Verleger, Buch- und Kunsthändler sowie Dichter
- Julius Büdel (1903–1983), deutscher Geograph
- Julius Budge (1811–1888), deutscher Mediziner
- Julius Bueb (1865–1944), deutscher Industrieller
- Julius Ernst von Buggenhagen (1736–1806), preußischer Kammerpräsident und Staatsminister
- Julius Heinrich von Buggenhagen (1768–1827), preußischer Kriegs- und Domänenrat, Staatsminister und Landrat
- Julius Bührer (1890–1946), Schweizer Unternehmer
- Julius von Bültzingslöwen (1804–1886), preußischer Generalmajor, Kommandant der Festung Wesel
- Julius von Bumke (1832–1903), preußischer Generalleutnant und Inspekteur der 3. Ingenieurinspektion
- Julius Burger (* 1883), deutscher Landrat
- Julius Burggraf (1853–1912), evangelischer Pfarrer und Literaturwissenschaftler
- Julius C. Burrows (1837–1915), US-amerikanischer Politiker
- Julius Busch (1879–1907), deutsch-baltischer Pastor und evangelischer Märtyrer
- Julius Busch (1838–1912), deutscher Architekt
- Julius von dem Bussche-Haddenhausen (1906–1977), deutscher Gutsbesitzer und Politiker (DP, FDP)
- Julius von dem Bussche-Ippenburg (1805–1861), deutscher Verwaltungsjurist, preußischer Landrat und Politiker
- Julius Busse (1882–1967), deutscher Forstwissenschaftler
- Julius Buths (1851–1920), deutscher Pianist, Komponist und Dirigent sowie städtischer Musikdirektor in Düsseldorf
- Julius von Buttlar (1805–1855), kurhessischer Kammerherr, Landrat des Kreises Fritzlar

#### C
- Julius Cabisius (1841–1898), deutscher Violoncellist
- Julius Caesar (1557–1636), englischer Richter und königlicher Regierungsbeamter
- Julius Cahn (1872–1935), deutscher Numismatiker und Münzhändler
- Julius Campe (1792–1867), deutscher Verleger
- Julius Heinrich Wilhelm Campe (1846–1909), deutscher Kaufmann, Verleger und Politiker, MdHB
- Julius von Canitz (* 1815), preußischer Verwaltungsbeamter und Landrat
- Julius Leopold von Caprivi (1695–1768), deutscher Archivar, Historiker und Dichter von Kirchenliedern
- Julius Carben (1862–1920), deutscher Maler, Illustrator und Karikaturist
- Julius Carlebach (1922–2001), deutsch-britischer Hochschullehrer, Rabbiner
- Julius Carlebach (1909–1964), deutsch-amerikanischer Ethnologe und Kunsthändler
- Julius Carry (1952–2008), US-amerikanischer Schauspieler
- Julius Victor Carstens (1849–1908), deutscher Maler
- Julius Victor Carus (1823–1903), deutscher Zoologe
- Julius Caspar (1823–1863), deutscher Theaterschauspieler
- Julius Heimann Caspar (1801–1863), deutscher Mediziner
- Julius Cassirer (1841–1924), deutscher Industrieller
- Julius Catlin (1798–1888), US-amerikanischer Politiker
- Julius von Cavallar (1845–1906), altösterreichischer Offizier
- Julius Cebulla (1917–1999), deutscher SED-Funktionär
- Julius Chajes (1910–1985), amerikanischer Pianist und Komponist österreichisch-jüdischer Herkunft
- Julius Chan (1939–2025), papua-neuguineischer Politiker
- Julius Charig, deutscher Jurist
- Julius Chigbolu (1929–2010), nigerianischer Hochspringer
- Julius Chmel (1854–1939), österreichischer Sänger (Tenor und Bariton), Gesangslehrer sowie Musikverleger
- Julius Christiansen (1897–1951), deutscher Politiker (DVP), MdL
- Julius Yeshu Çiçek (1942–2005), Metropolit der syrisch-orthodoxen Diözese von Mitteleuropa und den Benelux-Ländern
- Julius Clarus (1819–1863), deutscher Pharmakologe und Hochschullehrer
- Julius Claussen (1899–1974), deutscher Verwaltungsjurist
- Julius Cnopf (1823–1906), deutscher Kinderarzt und Autor
- Julius Cohn (1878–1940), deutscher Rabbiner
- Julius Friedrich Cohnheim (1839–1884), deutscher Pathologe
- Julius Commentz (1851–1902), deutscher Kaufmann
- Julius H. Comroe (1911–1984), US-amerikanischer Physiologe
- Julius Conradi (1805–1889), Theaterschauspieler und Leiter einer Theaterschule
- Julius Converse (1798–1885), US-amerikanischer Politiker
- Julius Cornet (1793–1860), österreichischer Opernsänger (Tenor) und Theaterdirektor
- Julius Cosmar (1820–1899), Gutsbesitzer und Wohltäter der thüringischen Stadt Gotha
- Julius von Cranach (1793–1860), preußischer Generalleutnant
- Julius T. Csotonyi (* 1973), ungarisch-kanadischer Paläokünstler, Mikrobiologe und naturgeschichtlicher Illustrator
- Julius von Cube (1815–1888), deutsch-baltischer Adelsmann, Jurist und Vizegouverneur von Kurland
- Julius Curtius (1818–1885), deutscher Industrieller und Politiker
- Julius Curtius (1877–1948), deutscher Politiker (DVP), MdR, Reichswirtschaftsminister und Reichsaußenminister
- Julius Czwalina (1810–1896), deutscher Mathematiklehrer und Freimaurer

#### D
- Julius Dammann (1840–1908), deutscher Geistlicher und Schriftsteller
- Julius Daniels (1873–1919), deutscher Verwaltungsbeamter
- Julius Riyadi Darmaatmadja (* 1934), indonesischer Ordensgeistlicher, Erzbischof von Jakarta und Kardinal
- Julius Dautartas (* 1953), litauischer Politiker, Mitglied des Seimas
- Julius Ralph Davidson (1889–1977), deutsch-US-amerikanischer Architekt
- Julius Davies (* 1994), australischer Fußballspieler
- Julius von der Decken (1827–1867), deutscher Adliger und schlesisch-mecklenburgischer Gutsbesitzer
- Julius Decker (1926–2013), deutscher Politiker (CDU), MdL
- Julius Dedekind (1795–1872), deutscher Jurist
- Julius Dedual (1864–1939), Schweizer Jurist und Politiker
- Julius Dehne (1873–1950), deutscher Jurist, Verwaltungsbeamter und Politiker (DDP, DStP), MdL, Minister
- Julius Deininger (1852–1924), österreichischer Architekt
- Julius Denzel (1852–1915), Gründer einer chemischen Fabrik in Tübingen
- Julius Deppe (1852–1911), deutscher Theaterschauspieler und -regisseur
- Julius Derschatta von Standhalt (1852–1924), österreichischer Rechtsanwalt und Politiker
- Julius Dettmar (1899–1975), deutscher Kunstpädagoge und Hochschullehrer
- Julius Deuschle (1828–1861), deutscher Gymnasiallehrer und Philosophiehistoriker
- Julius Deussen (1906–1974), deutscher Mediziner, Psychiater und Philosoph
- Julius Deutsch (1884–1968), österreichischer Autor, Politiker (SDAP), Abgeordneter zum Nationalrat
- Julius Deutschbauer (* 1961), österreichischer Künstler, Performer und Autor
- Julius Dewald, deutscher Sänger, Theaterschauspieler, -regisseur und -leiter sowie Stummfilmschauspieler- und -regisseur
- Julius Dicke (1863–1933), deutscher Architekt und kommunaler Baubeamter
- Julius Dickert (1816–1896), deutscher Politiker (DFP), MdR
- Julius Dickmann (1894–1942), österreichischer Rätesozialist
- Julius Diedrich (1819–1890), deutscher lutherischer Theologe und Pastor
- Julius Diefenbach (1835–1917), deutscher Ingenieur und Politiker (MdR)
- Julius Dielitz (1805–1896), deutscher Heraldiker
- Julius Diem (1886–1952), österreichischer Politiker (CSP), Landtagsabgeordneter zum Vorarlberger Landtag
- Julius von Dieskau (1798–1872), deutscher Jurist und Politiker, Mitglied der Frankfurter Nationalversammlung, MdL
- Julius Dieterich (1864–1952), deutscher Archivar
- Julius Dietz, deutscher Kommunalpolitiker (NSDAP)
- Julius Diez (1870–1957), deutscher Maler und Grafiker
- Julius Karl Friedrich Dilthey (1797–1857), deutscher Philologe, Privatdozent und Gymnasialdirektor
- Julius Dinder (1830–1890), deutscher Erzbischof von Gnesen
- Julius Disselhoff (1827–1896), lutherischer Pfarrer, Direktor der Kaiserswerther Diakonissenanstalt und Autor
- Julius Dittforth (1890–1947), deutscher Gewerkschafter, Stadtrat (SPD) und Reichsbahn-Präsident
- Julius Döhle (1855–1913), Abgeordneter des Provinziallandtages der Provinz Hessen-Nassau
- Julius Dombrink (* 1989), deutscher Film- und Theaterschauspieler
- Julius Doms (1889–1964), deutscher Wirtschaftsjurist und Unternehmer
- Julius Donath (1870–1950), österreichischer Internist, Hochschullehrer
- Julius Ferdinand Donau (1877–1960), österreichischer Chemiker
- Julius Döpfner (1913–1976), deutscher Geistlicher, Bischof von Würzburg und Berlin sowie Erzbischof von München und Freising
- Julius Döpfner (1875–1936), deutscher Jurist
- Julius Dörfel (1834–1901), österreichischer Architekt
- Julius Dörffel (1900–1953), deutscher Mediziner und Dermatologe
- Julius Döring (1818–1898), deutschbaltischer Maler
- Julius von Dörnberg (1837–1922), deutscher Jurist, preußischer Verwaltungsbeamter, Landrat des Kreises Kassel
- Julius Dorpmüller (1869–1945), deutscher Generaldirektor der Deutschen Reichsbahn und Reichsverkehrsminister
- Julius Dörr (1850–1930), deutscher Autor
- Julius Drake (* 1959), britischer Pianist
- Julius Dreger (1861–1945), österreichischer Geologe und Paläontologe
- Julius Drescher (1920–2015), deutscher Politiker (SPD), MdL
- Julius Dreschfeld (1845–1907), deutsch-britischer Arzt und Pathologe in Manchester
- Julius von Dresky und Merzdorf (1818–1899), preußischer General der Artillerie
- Julius Georg Paul du Roi (1754–1825), deutscher Jurist und braunschweigischer Rat
- Julius Dub (1817–1873), deutscher Physiker und Lehrer am Gymnasium zum Grauen Kloster
- Julius Duboc (1829–1903), deutscher Schriftsteller und Philosoph
- Julius Düker (* 1996), deutscher Fußballspieler
- Julius Dürr (1856–1925), deutscher Altphilologe und Gymnasiallehrer
- Julius Dusin Gitom (* 1957), malaysischer Geistlicher, Bischof von Sandakan
- Julius Dutoit (1872–1958), deutscher Gymnasiallehrer und Übersetzer

#### E
- Julius Eastman (1940–1990), US-amerikanischer Komponist der Minimal Music
- Julius Ebbecke (1853–1928), deutscher Reichsgerichtsrat
- Julius Ebbinghaus (1885–1981), deutscher Philosoph
- Julius Ebenstein (1901–1962), österreichisch-israelischer Violinist, Dirigent und Violinpädagoge
- Julius Eberhardt (1936–2012), österreichischer Bauunternehmer und Architekt
- Julius Ebert (1898–1993), dänischer Mittel- und Langstreckenläufer
- Julius Eberwein (1802–1870), Rechtsanwalt, Landtagspräsident in Schwarzburg-Rudolstadt
- Julius Ebhardt (1816–1894), deutscher Gutsbesitzer in Ostpreußen
- Julius Echter von Mespelbrunn (1545–1617), Fürstbischof von Würzburg und Herzog von Franken
- Julius von Eckardt (1836–1908), Hamburger Senatssekretär, deutscher Diplomat, Journalist und Historiker
- Julius Eckmayer (1885–1952), österreichischer Bühnen- und Filmschauspieler
- Julius Edelhoff (1913–1989), deutscher Chirurg, Wohltäter und Mäzen in Lübeck
- Julius Edelstein (1882–1941), deutscher Unternehmer
- Julius Eggeling (1842–1918), deutscher Indologe und Hochschullehrer
- Julius Egghard (1834–1867), österreichischer Pianist und Komponist
- Julius von Egloffstein (1809–1884), großherzoglich sächsischer Kammerherr, Oberlandesgerichtspräsident in Jena
- Julius von Egloffstein (1803–1861), oldenburgischer Generalleutnant, Vorsitzender des oldenburgischen Militärdepartements
- Julius von Ehren (1864–1944), deutscher Maler
- Julius Ehrentraut (1841–1923), deutscher Maler
- Julius Ehrke (1835–1899), deutscher Landschaftsmaler und Schullehrer
- Julius Eichberg (1824–1893), deutsch-amerikanischer Violinist, Pädagoge, Komponist, Autor
- Julius Eichel (1896–1989), US-amerikanischer Pazifist
- Julius von Eichel-Streiber (1820–1905), deutscher Rittergutsbesitzer und Stifter
- Julius Eichelbaum (1850–1921), deutscher Reichsgerichtsrat
- Julius Eichner (* 1907), deutscher nationalsozialistischer Kommunalpolitiker
- Julius Einödshofer (1863–1930), österreichischer Komponist und Kapellmeister
- Julius Eisenecker (1903–1981), deutscher Fechter
- Julius Elbau (1881–1965), deutsch-amerikanischer Journalist
- Julius von Elern (1824–1903), preußischer Generalmajor und Kommandant von Diedenhofen
- Julius Elias (1861–1927), deutscher Schriftsteller, Kunstsammler und Übersetzer
- Julius Elias, 1. Viscount Southwood (1873–1946), britischer Zeitungsbesitzer und Politiker (Labour Party)
- Israel Julius Elkan (1777–1839), deutscher Bankier
- Julius Ellenbogen (1878–1961), deutscher Jurist und Richter am obersten Gericht der Französischen Besatzungszone (1945)
- Julius Ellinger (1817–1881), deutscher Mathematiklehrer
- Julius Albert Elsasser (1814–1859), deutscher Landschaftsmaler
- Julius Elster (1854–1920), deutscher Lehrer und Physiker
- Julius Gustav Elterich (1828–1899), deutscher Lehrer und Autor
- Julius Elwanger (1807–1878), preußischer Spitzenbeamter, Oberbürgermeister von Breslau
- Julius Emes, deutscher Bildhauer
- Julius Emmerich (1834–1917), deutscher Architekt und preußischer Baubeamter
- Julius Emrich (* 1985), deutscher Handballspieler
- Julius Enderle (1875–1908), österreichischer Geologe und Lehrer
- Julius Endlweber (1892–1947), österreichischer Maler
- Julius Engel (1842–1926), deutscher Jurist und Politiker, MdHB, Präsident der Hamburgischen Bürgerschaft
- Julius Theodor Engel (1807–1862), deutscher Richter und Parlamentarier
- Julius-Karl von Engelbrechten (1900–1971), deutscher Schriftsteller und Mitglied der SA
- Julius Engelhard, deutscher Zeuge Jehovas und ein Opfer der NS-Kriegsjustiz
- Julius Christoph Georg Engelhard (1795–1860), Landtagsabgeordneter Waldeck
- Julius Ussy Engelhard (1883–1964), deutscher Maler, Gebrauchsgraphiker und Illustrator
- Julius Bernhard Engelmann (1773–1844), deutscher Pädagoge und Autor
- Julius Epstein (1901–1975), österreichisch-US-amerikanischer Journalist, Autor und Politikwissenschaftler
- Julius Epstein (1832–1926), österreichischer Pianist
- Julius J. Epstein (1909–2000), amerikanischer Drehbuchautor
- Julius Erasmus (1895–1971), deutscher, der zahlreiche Gefallene im Hürtgenwald barg
- Julius Erbslöh I. (1814–1880), deutscher Fabrikant und Kaufmann
- Julius Erbslöh II. (1842–1929), deutscher Fabrikant, Kaufmann und Politiker
- Julius Erbstein (1838–1907), deutscher Numismatiker
- Julius Theodor Erbstein (1803–1882), deutscher Archivar und Numismatiker
- Julius Erhard (1820–1898), deutscher Unternehmer, Kommerzienrat und Sammler
- Julius Erler, deutscher Reichsgerichtsrat
- Julius Ertlthaler (* 1997), österreichischer Fußballspieler
- Julius Erving (* 1950), US-amerikanischer Basketballspieler
- Julius Esche (1814–1867), deutscher Textilfabrikant und Politiker, MdL (Königreich Sachsen)
- Julius Euting (1839–1913), deutscher Orientalist und Bibliothekar
- Julius Evelt (1823–1879), deutscher Autor und Professor für Kirchengeschichte und Patrologie
- Julius Evola (1898–1974), italienischer Kulturphilosoph
- Julius Ewald (1811–1891), deutscher Geologe, Paläontologe und Fossiliensammler
- Julius Exner (1825–1910), dänischer Maler
- Julius Exter (1863–1939), deutscher Maler und Bildhauer
- Julius Eyben, deutscher Theaterschauspieler und -regisseur

#### F
- Julius von Falkenhayn (1829–1899), österreichischer Politiker, Landtagsabgeordneter
- Julius Falkenstein (1842–1917), deutscher Arzt und Afrikareisender
- Julius Falkenstein (1879–1933), deutscher Schauspieler
- Julius von Falkenstein (1861–1922), sächsischer Generalmajor
- Julius von Farkas (1894–1958), ungarischer Linguist und Literaturwissenschaftler
- Julius Fastje (1873–1944), deutscher Architekt und Immobilienhändler
- Julius Faucher (1820–1878), deutscher Journalist und Politiker (Freihändler und Manchester-Liberaler)
- Julius Faulwasser (1855–1944), deutscher Architekt und Bauhistoriker
- Julius Fedders (1838–1909), deutschbaltisch-lettischer Landschaftsmaler und Zeichenlehrer
- Julius Federer (1911–1984), deutscher Richter des Bundesverfassungsgerichts (7. September 1951–31. August 1967)
- Julius Fehr (1855–1900), deutscher Maler
- Julius Feifalik (1833–1862), böhmischer Germanist und Slawist
- Julius Fekete (* 1949), Kunsthistoriker, Historiker, Denkmalpfleger und Autor
- Julius Feldmeier (* 1987), deutscher Schauspieler
- Julius Feldtmann (1856–1933), deutscher Bildhauer und Porzellanbildner
- Julius Fengler (1881–1960), deutscher Kommunalbeamter
- Julius Fényi (1845–1927), ungarischer Jesuit und Astronom
- Julius Feurich (1821–1900), Klavierbauer
- Julius von Ficker (1826–1902), deutsch-österreichischer Historiker
- Julius Fiebiger (1813–1883), deutscher Landschaftsmaler und Aquarellist
- Julius August Fiedler (1841–1903), sächsischer Generalmajor
- Julius Findeisen (1809–1879), deutsch-österreichischer Dramatiker und Schauspieler
- Julius Finger (1826–1894), österreichischer Ornithologe
- Julius Fink, deutscher Fußballspieler
- Julius Finke (1880–1947), deutscher Politiker (SPD), MdR
- Julius Finter (1872–1941), deutscher Politiker
- Julius Fischel (1819–1912), deutscher Rechtsanwalt und Justizrat, Ehrenbürger von Koblenz
- Julius Fischer (* 1984), deutscher Slam-Poet und Kabarettist
- Julius Fischer (1856–1916), deutscher Bergbaukundler, Hochschullehrer und Akademiedirektor
- Julius Fischer (1882–1943), österreichischer Politiker (SDAP), Landtagsabgeordneter
- Julius Fischer (1867–1923), Gründer des Apostelamtes Juda
- Julius Fischer (1889–1953), deutscher Politiker (SPD)
- Julius Flechtheim (1876–1940), deutscher Jurist und Hochschullehrer
- Julius Fleischanderl (* 1993), schwedischer Schauspieler
- Julius Fleischmann (1813–1879), deutscher Zeichner, Kupferstecher und Zeichenlehrer
- Julius Gustav von Flemming (1703–1759), preußischer Landrat
- Julius Fliess (1876–1955), deutscher Rechtsanwalt und Notar
- Julius von Flotow (1788–1856), preußischer Major und Botaniker
- Julius Flügge (1843–1920), deutscher Architekt
- Julius Focke (1872–1937), deutscher Kaufmann und Kunstfreund
- Julius Ernst Födisch (1840–1877), deutscher Hochschullehrer und Volkskundler
- Julius Forer (* 2000), österreichischer Freestyle-Skiläuferin
- Julius Forssman (1879–1952), deutsch-baltischer Germanist, Slawist und Skandinavist
- Julius Forster (* 1993), deutscher Schauspieler
- Julius Frack (* 1975), deutscher Illusionist, Zauberkünstler und Illusionsberater
- Julius Frank (1808–1841), deutscher Jurist
- Julius Frank (1826–1908), deutscher Historienmaler
- Julius Frank (1911–1933), deutsches Mordopfer
- Julius Frankenberger (1888–1943), deutscher Literaturwissenschaftler, Übersetzer und Hochschullehrer
- Julius Franz (1824–1887), deutscher Bildhauer
- Julius Franz (1847–1913), deutscher Astronom
- Julius Franz (1881–1938), deutscher Gewerkschafter und Politiker (SPD), MdL
- Julius Franz (1831–1915), deutscher Architekt, tätig in Ägypten
- Victor Julius Franz (1883–1950), nationalsozialistischer „Rassentheoretiker“, Zoologe
- Julius Fräßdorf (1857–1932), deutscher Politiker (SPD), Präsident des Sächsischen Landtags, MdR
- Julius Frauenstädt (1813–1879), Dichter und Philosoph
- Julius Frei (1874–1939), Schweizer Politiker (FDP)
- Julius Frenzel (1830–1880), deutscher Verwaltungsjurist und Landrat
- Julius Friedrich Willy Frerk (1886–1960), deutsch-britischer Publizist und Schriftsteller
- Julius Fressel (1857–1947), deutscher Mediziner (Gynäkologe)
- Julius Freudenthal (1805–1874), deutscher Geiger, Komponist und Münzsammler
- Julius Freund (1869–1941), deutscher Unternehmer und Kunstsammler
- Julius Freund (1862–1914), Theaterdramaturg und Journalist
- Julius Conrad Freund (1801–1877), deutscher Maschinenbauer und Industrieller
- Julius Frey (1881–1960), deutscher Schwimmer
- Julius Frey (1895–1965), deutscher Politiker (CDU), Bürgermeister von Gelnhausen
- Julius Frey (1901–1948), deutscher Schauspieler bei Bühne und Film
- Julius von Freyberg-Eisenberg (1832–1912), deutscher Kreisdirektor und Bezirkspräsident
- Julius Freymuth (1881–1961), deutscher Landschaftsmaler
- Julius Freytag (1835–1926), deutscher evangelischer Theologe und Pfarrer, Autor, Herausgeber und Chefredakteur
- Julius Friedländer (1820–1889), deutscher Verleger, Buch-, Musikalien- und Instrumentenhändler
- Julius Friedländer (1813–1884), deutscher Numismatiker
- Julius Friedländer (1834–1892), deutscher Bankier und Politiker (DFP), MdR
- Julius Friedländer (1827–1882), deutscher Buchhändler und Antiquar
- Julius Friedleben (1820–1886), Jurist und Politiker Freie Stadt Frankfurt
- Julius Friedrich (1883–1977), deutscher Politiker
- Julius Heinrich von Friesen (1657–1706), sächsisch-englisch-kaiserlicher General
- Julius Fritzner (1828–1882), norwegischer Geschäftsmann und Hotelier
- Julius Fritzsche (1842–1907), deutscher Theaterschauspieler, Intendant und Theaterleiter
- Julius Otto Fritzsche (1872–1948), deutscher Maler
- Julius Fröbel (1805–1893), deutscher Geologe, Mineraloge, Politiker und Mitglied der Nationalversammlung in der Frankfurter Paulskirche
- Julius Fromm (1883–1945), deutsch-jüdischer Erfinder, der als Fabrikant qualitativ überzeugender Kondome Marktführer wurde
- Julius Frühauf (1829–1898), deutscher Nationalökonom, Hochschullehrer und Politiker (NLP), MdR
- Julius Fučík (1872–1916), tschechischer Komponist und Kapellmeister
- Julius Fučík (1903–1943), tschechischer Schriftsteller, Journalist und kommunistischer Kulturpolitiker
- Julius Füesslin (1815–1866), deutscher Arzt
- Julius Funger (1829–1890), deutscher Gutsbesitzer und Politiker, MdL
- Julius Augustus Furer (1880–1963), US-amerikanischer Admiral
- Julius Fürst (1826–1899), deutscher Rabbiner, Hebraist und Schriftsteller
- Julius Fürst (1805–1873), deutscher Orientalist
- Julius Fürst (1861–1938), deutscher Maler, Grafiker, Illustrator

#### G
- Julius Gábriš (1913–1987), slowakischer Theologe und Bischof, Apostolischer Administrator in Trnava
- Julius Gaidelis (1909–1983), litauischer Komponist und Dirigent
- Julius Oskar Galler (1844–1905), deutscher Buchhändler und Politiker (DtVP), MdR
- Julius Galliner (1872–1949), Rabbiner
- Julius Gans zu Putlitz (1814–1891), preußischer Generalmajor
- Julius Gans-Ludassy (1858–1922), österreichischer Schriftsteller
- Julius Gatzen (* 1903), deutscher Architekt
- Julius Gauhe (1835–1912), deutscher Textilfabrikant und -färber
- Julius Gause (* 2004), deutscher Filmschauspieler
- Julius Gawlik (* 1997), deutscher Jazzmusiker (Saxophone, Klarinette, Flöte)
- Julius Gaye (1887–1957), deutscher Ministerialrat
- Julius Gebauer (1861–1955), deutscher Unternehmer
- Julius Gebhard (1884–1966), deutscher Erziehungswissenschaftler an der Universität Hamburg
- Julius Geertz (1837–1902), deutscher Maler
- Julius Gehl (1869–1939), deutscher Politiker (SPD), Präsident des Volkstages der Freien Stadt Danzig
- Julius Gehrum (1889–1947), deutscher Polizist und Kriegsverbrecher
- Julius Geisendörfer (1878–1953), deutscher Schauspieler und Regisseur
- Julius Geißler (1822–1904), deutscher Maler, Porträtist, Zeichner, Lithograf und Holzschneider
- Julius Gellner (1899–1983), Regisseur
- Julius Alhard Gelpke (1811–1885), deutschstämmiger, Schweizer Arzt
- Julius Heinrich von Gemmingen-Steinegg (1843–1903), preußischer General der Infanterie, Präsident des Reichsmilitärgerichts
- Julius von Gemmingen-Steinegg (1774–1842), Schlossherr auf Steinegg
- Julius von Gemmingen-Steinegg (1838–1912), großherzoglich badischer Leutnant
- Julius Gensel (1835–1916), deutscher Jurist und Politiker (NLP), MdR, Landtagsabgeordneter in Sachsen
- Julius Eduard Ludwig Gensichen (1797–1879), deutscher Jurist, Oberbürgermeister von Frankfurt (Oder) (1838–1850)
- Julius Genss (1887–1957), estländischer Kunstsammler, Kunstkritiker und Mäzen
- Julius Geppert (1856–1937), deutscher Pharmakologe
- Julius Gerlach (1819–1873), deutscher Philologe, Gymnasiallehrer und Prediger in Tilsit
- Julius Victor Gerold (1808–1876), deutscher Komponist und Arrangeur und Armee-Musik-Direktor
- Julius Gersdorff (1849–1907), deutscher Dichter
- Julius Gessinger (1899–1986), deutscher Komponist
- Julius Geyer (1876–1945), deutscher Ingenieur und Industrieller
- Julius Giere (1807–1880), deutscher Lithograf, Fotograf, Zeichner, Maler und Verleger
- Julius Gierke (1807–1855), preußischer Jurist, Abgeordneter und 1848 Landwirtschaftsminister
- Julius von Gierke (1875–1960), deutscher Rechtswissenschaftler
- Julius Giesecke (1833–1881), deutscher Landwirt und Unternehmer
- Julius Gilmer (1880–1959), deutscher Politiker (CDU), MdL
- Julius Friedrich von Gilsa (1827–1902), preußischer Generalmajor
- Julius Wilhelm Gintl (1804–1883), österreichischer Physiker und Ingenieur, der maßgeblich am Aufbau des österreichischen Telegraphennetzes beteiligt war
- Julius Gipkens (1883–1962), deutscher Gebrauchsgrafiker
- Julius Gitahi (* 1978), kenianischer Langstreckenläufer
- Julius Glaß (1808–1862), deutscher Bankier und Politiker, MdL
- Julius Glaser (1831–1885), österreichischer Rechtswissenschaftler und Politiker, Landtagsabgeordneter
- Julius Glattfelder (1874–1943), ungarischer Geistlicher, römisch-katholischer Bischof
- Julius Glax (1846–1922), österreichischer Arzt
- Julius Glückert (1848–1911), deutscher Möbelfabrikant
- Julius Gmelin (1859–1919), deutscher evangelischer Pfarrer
- Julius Goebel (1890–1946), deutscher Unternehmer und Abgeordneter des Provinziallandtags der Provinz Hessen-Nassau
- Julius Goebel (1863–1947), deutscher Fotograf mit Atelier in Bad Ems
- Julius Goerdeler (1844–1928), deutscher Richter
- Julius Goesen (1816–1872), deutscher Richter und Parlamentarier
- Julius Gold (1884–1969), US-amerikanischer Geiger, Musikwissenschaftler und -pädagoge
- Julius Augustus von Goldacker (1673–1740), königlich-polnischer und kurfürstlich-sächsischer Generalmajor der Kavallerie
- Julius Goldfeld (1860–1937), deutscher Jurist und Politiker, MdHB
- Julius Goldiner (1852–1914), deutscher Verleger von Ansichtskarten
- Julius Goldschläger (1872–1940), österreichischer Architekt
- Julius Goldstein (1873–1929), deutscher Kulturwissenschaftler und Philosoph
- Julius Goldzier (1854–1925), US-amerikanischer Politiker
- Julius Valentin van Gollenesse (1691–1755), Generalgouverneur von Ceylon
- Julius Goltermann (1823–1876), deutscher Cellist und Komponist
- Julius von Gomperz (1823–1909), mährischer Industrieller
- Julius Gös (1830–1897), deutscher Kommunalpolitiker, Oberbürgermeister von Tübingen
- Julius Gös (1869–1959), württembergischer Oberamtmann und Landrat
- Julius Götsch (1887–1948), deutscher Architekt
- Julius Gottheil (1810–1868), deutscher Zeichner, Lithograph, Fotograf, Schausteller und Maler
- Julius Göze (* 2004), deutscher Kinderdarsteller
- Julius Grabner (1903–1984), österreichischer Politiker (ÖVP), Landtagsabgeordneter im Burgenland
- Julius Graebner (1858–1917), deutscher Architekt
- Julius Grant (1901–1991), britischer Forensiker
- Julius Grauenhorst (1875–1966), deutscher Kaufmann und Manager in der Montanindustrie
- Julius Graumann (1878–1944), deutscher Maler und Grafiker
- Julius von Grawert (1746–1821), preußischer General der Infanterie
- Julius Grégr (1831–1896), böhmisch-tschechischer Politiker und Journalist
- Julius Greilsheimer (1890–1944), deutscher Rabbiner
- Julius Gremblich (1851–1905), österreichischer Franziskaner, Lehrer und Sammler
- Julius Greßler (1877–1946), deutscher Lehrer und Politiker (DDP, DStP), MdL
- Julius Greth (1824–1903), deutscher Zeichner, Maler und Lithograph
- Julius Grevenberg (1863–1927), deutscher Theaterschauspieler und -intendant
- Julius Griese, Erfinder
- Julius von Griesinger (1836–1899), deutscher Verwaltungsjurist, Chef des württembergischen Zivilkabinetts, Präsident des Schwäbischen Schillervereins
- Julius von Griesinger (1863–1939), deutscher Diplomat
- Julius Grill (1840–1930), deutscher evangelischer Theologe, Indologe und Religionswissenschaftler
- Julius Grillo (1849–1911), deutscher Unternehmer, Vorstand der Grillo-Werke
- Julius Grimm (1842–1906), österreichischer Fotograf und Astronom
- Julius Grimm (1821–1911), deutscher Jurist und Politiker
- Julius Otto Grimm (1827–1903), deutscher Komponist und Dirigent
- Julius Grobe (1807–1877), deutscher Komponist
- Julius Grober (1875–1971), deutscher Internist
- Julius Groeschel (1859–1924), deutscher Bauingenieur, Architekt und Baubeamter
- Julius von Groß genannt von Schwarzhoff (1850–1901), preußischer Generalmajor und Chef des Generalstabes des Armeeoberkommandos in Ostasien
- Julius Groß (1892–1986), deutscher Fotograf
- Julius von Groß (1812–1881), preußischer General der Infanterie
- Julius Großmann (1845–1910), deutscher Historiker und Archivar
- Julius Grosse (1828–1902), deutscher Schriftsteller und Theaterkritiker
- Julius Grossmann (1829–1907), deutscher Uhrmacher und Fachlehrer
- Julius Grothe (1834–1914), deutscher Unternehmer
- Julius Albert Gruchot (1805–1879), deutscher Rechtswissenschaftler und Jurist
- Julius Grün (1823–1896), deutscher Porträt-, Genre- und Historienmaler
- Julius Grünberg (1853–1900), deutscher Zeitschriftenherausgeber in St. Petersburg
- Julius Theodor Grunert (1809–1889), deutscher Forstwissenschaftler, Leiter der Forstakademie Eberswalde, zuletzt Oberforstmeister in Trier, Herausgeber der Forstlichen Blätter
- Julius Grünewald (* 1965), deutscher Maler
- Julius Grunow (1873–1960), deutscher Politiker (SPD, USPD)
- Julius Grünwald (1869–1945), österreichischer Politiker (SDAP), Stadtrat in Wien
- Julius Gschaider (1878–1963), österreichischer Kaufmann und Politiker (DnP), Landtagsabgeordneter
- Julius Guggenheimer (1885–1943), deutscher Fotograf und Kaufmann
- Julius Gujer (1855–1940), Schweizer Unternehmer und freisinniger Politiker
- Julius Gumpel (1865–1942), deutscher Wirtschaftsführer, Kommerzienrat, Bankier und Unternehmer in der Kaliindustrie
- Julius von Gundelfinger (1833–1894), karpatendeutsch-ungarischer Landschaftsmaler der Düsseldorfer Schule
- Julius Gundling (1828–1890), böhmischer Schriftsteller
- Julius Caldeen Gunter (1858–1940), US-amerikanischer Jurist und Politiker
- Julius Günther (1830–1902), deutscher Genremaler
- Julius Günther (1824–1909), deutscher Jurist, MdHdA, MdR
- Julius Ernst von Günthert (1820–1892), württembergischer Oberst, Dichter und Schriftsteller
- Julius Guttmann (1880–1950), deutscher Rabbiner und Religionsphilosoph

#### H
- Julius Haagn (1844–1925), österreichischer Politiker, Landtagsabgeordneter
- Julius R. Haarhaus (1867–1947), deutscher Schriftsteller
- Julius Haase, deutscher Fußballspieler
- Julius von Haast (1822–1887), deutsch-neuseeländischer Geologe, Naturforscher und Entdecker
- Julius Habermeier (1905–1986), deutscher Politiker (FDP/DVP), MdL
- Julius Habicht (1874–1912), deutscher Architekt
- Julius Hackethal (1921–1997), deutscher Arzt
- Julius Hadrich (1891–1983), deutscher Politiker (SPD), MdA
- Julius von Haeften (1802–1866), preußischer Verwaltungsjurist und Landrat des Kreises Kleve
- Julius Haevecker (1867–1935), deutscher Apotheker und Heimatforscher
- Julius Hagedorn (1874–1943), deutscher Architekt und Baubeamter, Stadtbaurat in Bremerhaven
- Julius von Hagemeister (1806–1878), deutschbaltisch-russischer Ökonom
- Julius Hahn (1890–1972), österreichischer Politiker (CSP, ÖVP), Mitglied des Bundesrates
- Julius Hahn, deutscher Verwaltungsjurist
- Julius Haimann (1887–1939), deutscher Filmproduzent, Produktionsleiter und Filmkaufmann
- Julius Hallervorden (1882–1965), deutscher Arzt und Hirnforscher
- Julius Hamberger (1801–1885), theosophischer Schriftsteller
- Julius Hamburger (1830–1909), österreichischer Porträt- und Tiermaler
- Julius Hamel (1834–1907), deutscher Porträt-, Historien- und Genremaler sowie Zeichner, Lithograf und Grafiker
- Julius Hammer (1810–1862), deutscher Schriftsteller und Dichter
- Julius Hanak (1933–2019), österreichischer Theologe
- Julius Hanauer (1872–1942), deutscher Bibliothekar und Esperantist
- Julius Hanemann (1858–1939), deutscher Pfarrer und Botaniker
- Julius von Hann (1839–1921), österreichischer Mathematiker, Meteorologe
- Julius Robert Hannig (1866–1931), deutscher Bildhauer
- Julius Hans (1845–1931), evangelischer Theologe und Pfarrer
- Julius Häntzsche (1824–1901), deutscher Mediziner und Wissenschaftler
- Julius von Hardegg (1810–1875), württembergischer Generalleutnant und Militärschriftsteller
- Julius Hardeland (1828–1903), deutscher lutherischer Theologe und Missionsdirektor der Leipziger Mission
- Julius Friedrich August Harding (1759–1823), deutscher lutherischer Theologe
- Julius Harris (1923–2004), US-amerikanischer Schauspieler
- Julius Hart (1859–1930), deutscher Dichter und Dramatiker des Naturalismus und Literaturkritiker
- Julius Hartmann (1821–1892), preußischer Generalleutnant und Militärschriftsteller
- Julius Hartmann (1806–1879), deutscher evangelischer Theologe und Kirchenhistoriker
- Julius von Hartmann (1774–1856), preußischer General der Artillerie
- Julius von Hartmann (1836–1916), deutscher Historiker
- Julius von Hartmann (1817–1878), preußischer General der Kavallerie
- Julius Hartranft (1844–1906), deutscher Pädagoge und Landtagsabgeordneter
- Julius Hartwig (1823–1913), deutscher Gärtner, Landschaftsarchitekt und Autor
- Julius Hatry (1906–2000), deutscher Luftfahrtpionier und Filmemacher
- Julius Hatschek (1872–1926), deutscher Staats-, Verwaltungs- und Völkerrechtler
- Julius Hauser (1854–1920), US-amerikanischer Geschäftsmann und Politiker
- Julius Haußmann (1816–1889), deutscher Politiker
- Julius Havemann (1866–1932), deutscher Schriftsteller
- Julius Haxel (1904–1983), deutscher Landwirt, Winzer und Politiker (SPD), MdL
- Julius Hay (1900–1975), ungarisch-österreichischer kommunistischer Dramatiker
- Julius von Haynau (1786–1853), österreichischer General
- Julius Hebenstreit († 1938), namibischer Bürgermeister
- Julius Friedrich Hecker (1881–1938), russisch-US-amerikanisch-sowjetisch Philosoph und Soziologe
- Julius Heffner (1877–1951), deutscher Lehrer und Maler
- Julius Heiberg (1846–1919), deutscher Staatsanwalt und Bürgermeister von Schleswig
- Julius P. Heil (1876–1949), US-amerikanischer Politiker
- Julius Heimberg (1897–1975), deutscher Ingenieur und Konteradmiral (W) der Kriegsmarine
- Julius Heinicke (* 1979), deutscher Kulturwissenschaftler und Hochschullehrer
- Julius Heinsius (1740–1812), deutscher Maler
- Julius Philipp Heintzmann (1745–1794), königlich-preußischer Bergrat und Unternehmer
- Julius Held (1905–2002), deutsch-amerikanischer Kunsthistoriker
- Julius Helfft (1818–1894), deutscher Architektur- und Landschaftsmaler
- Julius von Helldorff (1827–1908), deutscher Rittergutsbesitzer, Landrat und Politiker, MdR
- Julius Helmstädter (1879–1945), deutscher Politiker (SPD)
- Julius Hemphill (1938–1995), US-amerikanischer Jazz-Saxophonist und Komponist
- Julius von Henle (1864–1944), bayerischer Verwaltungsjurist; Regierungspräsident in Unterfranken
- Julius Hennicke (1832–1892), deutscher Architekt
- Julius von Hennig (1822–1877), deutscher Politiker, Jurist und Rittergutsbesitzer, MdR (NLP)
- Julius Henniger (1878–1971), deutscher Ornithologe, Lehrer, Autor und Nestor der deutschen Farbenkanarienzucht
- Julius Hensel (1833–1903), deutscher Mediziner, Chemiker und Apotheker
- Julius Herburger (1900–1973), deutscher Maler
- Julius Herf (* 1901), deutscher Jurist
- Julius Herner (1866–1950), deutscher Solo-Cellist
- Julius Herrmann (1889–1977), österreichischer Militärkapellmeister
- Julius Herrmann, deutscher Rektor und Politiker (DHP), MdR
- Julius E. Herrmann (1883–1945), deutscher Bühnen- und Filmschauspieler und Theaterregisseur
- Julius von Hertzberg (1826–1887), preußischer Generalmajor und Kommandeur der 49. Infanterie-Brigade
- Julius Herweg (1879–1936), deutscher Physiker und Hochschullehrer
- Julius Herz (1825–1910), deutsch-österreichischer Eisenbahningenieur
- Julius Herz (1841–1898), deutsch-australischer Komponist, Organist und Musiklehrer
- Julius Herzka (1859–1925), österreichischer Schauspieler, Theaterleiter, Theater- und Stummfilmregisseur
- Julius Hesemann (1901–1980), deutscher Geologe, Pionier der Geschiebekunde
- Julius Hess (1878–1957), deutscher Maler
- Julius Hesse (1875–1944), deutscher Kaufmann und Fußballfunktionär
- Julius Hesse, deutscher Orgelbauer
- Julius Heubach (1870–1923), deutscher Ingenieur
- Julius Leonhard Heubner (1810–1894), evangelischer Geistlicher, Reichstagsabgeordneter
- Julius Heveling (1842–1909), deutscher römisch-katholischer Priester und Politiker (Zentrum), MdA
- Julius Hey (1832–1909), deutscher Gesangslehrer und Musikpädagoge
- Julius Freiherr von der Heydte (1865–1923), Münchner Jurist und Polizeipräsident
- Julius Heyman (1863–1925), deutscher Bankier und Kunstsammler
- Julius Hildebrand (1804–1878), deutscher lutherischer Theologe und Generalsuperintendent
- Julius Hilgard (1825–1891), US-amerikanischer Ingenieur
- Julius Hillebrand (1862–1895), deutscher Jurist und Schriftsteller
- Julius Hubert Hillebrand (1819–1868), deutscher Rechtswissenschaftler und Hochschullehrer
- Julius Benno Hilliger (1863–1944), deutscher Historiker und Bibliothekar
- Julius Himmelheber (1812–1867), deutscher Kupferstecher, Kartograph und Lithograph
- Julius Hintz († 1861), deutscher Landschafts- und Marinemaler
- Julius Hirsch, deutscher Fußballspieler und Opfer des Nationalsozialismus
- Julius Hirsch (1882–1961), deutsch-amerikanischer Wirtschaftswissenschaftler
- Julius Hirsch (1892–1962), deutscher Mediziner und Mikrobiologe
- Julius Hirschberg (1843–1925), deutscher Mediziner, Medizinhistoriker und Hochschullehrer
- Julius Hirschwald (1845–1928), deutscher Kristallograph, Mineraloge und Petrograf
- Julius Hitzel (1877–1934), deutscher Architekt, Erzbischöflicher Baurat
- Julius Eduard Hitzig (1780–1849), deutscher Schriftsteller und Kammergerichtsrat
- Julius Hjulian (1903–1974), schwedisch-US-amerikanischer Fußballtorwart
- Julius Hochenegg (1859–1940), österreichischer Chirurg
- Julius Hoelder (1819–1887), deutscher Politiker (DP), MdR
- Julius Robert Hoening (1835–1904), deutschamerikanischer Porträtmaler und Landschaftsmaler der Düsseldorfer Schule
- Julius Hoeppner (1839–1893), deutscher Aquarellist und Illustrator
- Julius Höfer (* 1992), deutscher Volleyballspieler
- Julius Hofer (1890–1953), deutscher Politiker (SPD), MdL Bayern
- Julius Hoffmann (1806–1866), deutscher Rittergutsbesitzer und Verwaltungsbeamter
- Julius Hoffmann (1812–1869), deutscher klassischer Philologe und Pädagoge
- Julius Hoffmann (1910–1975), deutscher Architekt
- Julius Hoffmann (1810–1882), Bergrat, Oberbürgermeister und Reichstagsabgeordneter
- Julius Hoffory (1855–1897), deutsch-dänischer Skandinavist und Germanist
- Julius Hoflehner (* 1988), österreichischer Handballspieler
- Julius Hofmann (1840–1913), österreichischer Mediziner und Politiker
- Julius Hofmann (1840–1896), österreichisch-deutscher Architekt
- Julius Robert Hohl (1835–1916), Schweizer Textilunternehmer, Gemeindepräsident, Kantonsrat und Regierungsrat
- Julius Holderer (1866–1950), Jurist und badischer Beamter
- Julius von Hollen (1804–1879), deutscher Jurist, Gutsbesitzer und Abgeordneter
- Julius Höllerer (1903–1968), deutscher Politiker (WAV), MdL Bayern
- Julius C. Holmes (1899–1968), US-amerikanischer Diplomat
- Julius Friedrich Holtz (1836–1911), deutscher Apotheker, Industrieller und Funktionär der Deutschen chemischen Gesellschaft und der Berufsgenossenschaft der chemischen Industrie
- Julius Hönig (1902–1945), deutscher Politiker (NSDAP), MdR
- Julius Honka (* 1995), finnischer Eishockeyspieler
- Julius Hopf (1839–1886), deutscher Versicherungsbevollmächtigter und Politiker (NLP), MdR
- Julius Hopp (1819–1885), österreichischer Komponist, Arrangeur und Übersetzer
- Julius Hoppenrath (1880–1961), deutscher Politiker (NSDAP), Finanzsenator in Danzig und Oberfinanzpräsident im Reichsgau Danzig-Westpreußen
- Julius Wilhelm Hornung (1861–1929), württembergischer Fotograf
- Julius August von der Horst (1723–1791), preußischer Minister
- Julius von Horst (1830–1904), österreichischer Generalmajor und Staatsmann
- Julius von Hößlin (1802–1849), griechischer Bankier
- Julius Hotchkiss (1810–1878), US-amerikanischer Politiker
- Julius Hotz (* 1997), deutscher Filmschauspieler
- Julius Houseman (1832–1891), US-amerikanischer Politiker
- Julius Höxter (1873–1944), jüdischer Pädagoge und Schriftsteller
- Julius Gebhard von Hoym (1721–1769), kursächsischer Politiker
- Julius Hübner (1841–1874), deutscher Genre- und Porträtmaler der Düsseldorfer Schule
- Julius Hübner (1806–1882), deutscher Maler und Galeriedirektor
- Julius Hübner (1839–1878), deutscher Theaterschauspieler
- Julius Ambrosius Hülße (1812–1876), deutscher Mathematiker und Techniker
- Julius Hülsemann (1824–1888), deutscher Jurist und Politiker im Fürstentum Schwarzburg-Sondershausen
- Julius von Hülst (1828–1859), deutscher Verwaltungsbeamter und Gutsbesitzer
- Julius Hundeiker (1784–1854), deutscher lutherischer Geistlicher und Romanautor
- Julius Hüniken (Reeder) (1824–1891), deutscher Gutsbesitzer, Reeder und Politiker, MdHB
- Julius Hüniken (Forstmann) (1878–1975), deutscher Gutsbesitzer und Forstmann
- Julius Hurwitz (1857–1919), deutscher Mathematiker
- Julius Huth (1838–1892), deutscher Marinemaler
- Julius Hüther (1881–1954), deutscher Maler, Zeichner und Grafiker

#### I
- Julius Ludwig Ideler (1809–1842), deutscher Klassischer Philologe, Sprachwissenschaftler und Naturforscher
- Julius Illing (1816–1893), deutscher Verwaltungsjurist, Landrat des Kreises Mogilno (1844–1850) und Autor von Verwaltungshandbüchern
- Julius Wilhelm Imandt (1846–1915), deutscher Theologe
- Julius Indongo (* 1983), namibischer Boxer und Weltmeister im Halbweltergewicht
- Julius Indrišiūnas (1901–1945), litauischer Jurist und Politiker, Finanzminister Litauens
- Julius L. Isenstein (1856–1929), deutscher Bankdirektor, Kommerzienrat und Stifter
- Julius von Ising (1832–1898), preußischer Generalleutnant und Kommandant des Berliner Zeughauses
- Julius Isserlis (1888–1968), russischer Pianist und Komponist
- Julius Isson (1819–1882), Arzt
- Julius Iversen (1823–1900), Phalerist

#### J
- Julius Jacob der Ältere (1811–1882), deutscher Maler
- Julius Jacob der Jüngere (1842–1929), deutscher Architektur- und Landschaftsmaler
- Julius Jacobson (1828–1889), deutscher Ophthalmologe und Hochschullehrer
- Julius Jaenisch (1890–1964), deutscher Nachrichtensprecher
- Julius Jaenzon (1885–1961), schwedischer Kameramann und Filmregisseur
- Julius Jäger (1848–1924), deutscher Gymnasiallehrer und Heimatforscher
- Julius von Jagow (1825–1897), Landrat, Reichstagsabgeordneter
- Julius Jaiser (1872–1934), deutscher Orgelbauer in Stralsund
- Julius James (* 1984), Fußballspieler aus Trinidad und Tobago
- Julius von Jan (1897–1964), deutscher evangelischer Pfarrer und Widerstandskämpfer gegen den Nationalsozialismus
- Julius Jasaitis (* 1955), litauischer Jurist
- Julius von Jasmund (1827–1879), deutscher Historiker, Journalist und Diplomat
- Julius Jellinek (* 1984), deutscher Synchronsprecher und Schauspieler
- Julius Jelski (1867–1953), deutscher Philosoph und Prediger an der Jüdischen Reformgemeinde zu Berlin
- Julius Jenkins (* 1981), US-amerikanischer Basketballspieler
- Julius Jensen (1841–1891), deutscher Psychiater, Hirnforscher und Irrenanstaltsdirektor
- Julius Jensen (* 1975), deutscher Theaterregisseur, Autor, Theaterschauspieler und Musiker
- Julius Jeppe (1859–1929), südafrikanischer Immobilienunternehmer und Magnat
- Julius Jewelowski (1874–1951), jüdischer Unternehmer und liberaler Politiker in Danzig
- Julius Jia Zhiguo (* 1935), chinesischer Geistlicher, Bischof von Zhengding
- Julius Jirasek (1896–1965), österreichischer Architekt und Designer
- Julius Jobst (1856–1895), österreichischer Jurist und Politiker, Landtagsabgeordneter
- Julius von Jobst (1839–1920), deutscher Chemiker, Unternehmer und Förderer der Neckarschifffahrt
- Julius Johannsen (1826–1904), dänisch-russischer Musiktheoretiker, Komponist und Musikpädagoge
- Julius Johansen (* 1999), dänischer Radrennfahrer
- Julius John (1879–1957), sudetendeutscher tschechoslowakischer Gewerkschafter
- Julius Jolly (1823–1891), deutscher Jurist und Hochschullehrer, badischer Politiker
- Julius Jolly (1849–1932), deutscher Indologe
- Julius Jordan (1877–1945), deutscher Vorderasiatischer Archäologe
- Julius Jordan (1813–1893), preußischer Beamter, Mitglied der Frankfurter Nationalversammlung
- Julius Jordan (1808–1886), Beamter, MdR im Norddeutschen Bund
- Julius Juhn (1921–1996), österreichischer Eishockeyspieler
- Julius (1528–1589), Fürst von Braunschweig-Wolfenbüttel
- Julius August von Braunschweig-Wolfenbüttel (1578–1617), Prinz von Braunschweig-Wolfenbüttel und Abt des Klosters Michaelstein bei Blankenburg
- Julius Constantius († 337), Halbbruder Konstantins I.
- Julius d’Austria († 1609), illegitimer Sohn Kaiser Rudolfs II.
- Julius Jung (Unternehmer) (1822–1892), deutscher Hüttenbesitzer in Amalienhütte
- Julius Jung (Historiker) (1851–1910), österreichischer Althistoriker
- Julius Jung (Maler) (1851–1928), deutscher Maler
- Julius Jung (Schauspieler) (1860-nach 1892), deutscher Theaterschauspieler und Regisseur
- Julius Jung (Mediziner) (1914–1944), deutscher KZ-Arzt und SS-Hauptsturmführer
- Julius Jungclaussen (1854–1921), deutscher evangelischer Theologe und Mitbegründer der Deutschen Seemannsmission
- Julius Jungel (1848–1928), deutscher Verwaltungsbeamter
- Julius Paul Junghanns (1876–1958), deutscher Tiermaler
- Julius Jungheim (1878–1957), deutscher Landschaftsmaler
- Julius Jürgensen (1896–1957), deutscher Politiker (KPD), MdL
- Julius Jüthner (1866–1945), österreichischer Klassischer Philologe und Archäologe
- Julius Juzeliūnas (1916–2001), litauischer Komponist und Musikpädagoge

#### K
- Julius von Kaan-Albest (1874–1941), Maler und Illustrator, Offizier
- Julius Kade (* 1999), deutscher Fußballspieler
- Julius Kaerst (1857–1930), deutscher Historiker
- Julius Kaesdorf (1914–1993), deutscher Maler
- Julius Kaftan (1848–1926), evangelischer Theologe
- Julius Kaftanski (1866–1931), deutscher Kaufmann und Stummfilmproduzent
- Julius Kähler (1873–1952), deutscher Journalist und Politiker
- Julius Kahn (1861–1924), US-amerikanischer Politiker
- Julius Kainz (1935–2016), österreichischer Verlagsmanager
- Julius Kalaš (1902–1967), tschechischer Komponist
- Julius Kaliski (1877–1956), deutscher Sozialdemokrat, Schriftsteller und Politiker jüdischer Abstammung
- Julius Kaljo (1910–1954), estnischer Fußballspieler
- Julius Kaltenbach (1858–1931), deutscher Unternehmer des Maschinenbaus
- Julius Kampitsch (1900–1974), österreichischer Politiker (Großdeutsche Volkspartei), Abgeordneter zum Nationalrat
- Julius Kane (1921–1962), ungarisch-australischer Bildhauer
- Julius Kapp (1883–1962), deutscher Dramaturg und Autor
- Julius Karg (1907–2004), deutscher Staatsbeamter
- Julius Kariuki (* 1961), kenianischer Leichtathlet und Olympiasieger
- Julius Károlyi (1837–1890), ungarischer Rittergutsbesitzer und Parlamentarier
- Julius Kaspar (1888–1922), deutscher Maler und Grafiker
- Julius Kaspar (1888–1945), österreichischer Bürgermeister und Rechtsanwalt
- Julius Katchen (1926–1969), US-amerikanischer Pianist
- Julius Kaufmann (1895–1968), deutscher Maler und Grafiker
- Julius Emil Kayser-Petersen (1886–1954), deutscher Internist und Tuberkuloseforscher
- Julius Keck (1869–1924), deutscher Politiker
- Julius Friedrich von Keffenbrink (1714–1775), deutscher Kirchenjurist
- Julius Kelber (1900–1987), deutscher lutherischer Pfarrer
- Julius Kell (1813–1849), deutscher Pädagoge, MdL
- Julius Keller (1847–1911), deutscher Gymnasiallehrer
- Julius Talbot Keller (1890–1946), deutscher Jurist, Landwirt und expressionistischer Lyriker
- Julius Kelterborn (1857–1915), Schweizer Architekt
- Julius Kemna (1837–1898), deutscher Maschinenfabrikant
- Julius von Kennel (1854–1939), deutscher Zoologe, Entomologe und Hochschullehrer
- Julius Kipyego Keter (* 1988), kenianischer Marathonläufer
- Julius Kettler (1852–1921), deutscher Statistiker, Geograph, Heimatforscher, Geheimer Hofrat, Journalist, Herausgeber und Kartograph
- Julius Keyl (1877–1959), deutscher Leichtathlet und Olympiateilnehmer
- Julius Kibiger (1903–1983), deutscher Maler und Zeichner
- Julius Kiefer (1820–1899), deutscher Kaufmann, Saarbrücker Bürgermeister und Ornithologe
- Julius Kipkorir Kilimo (* 1982), kenianischer Marathonläufer
- Julius Kindler von Knobloch (1842–1911), anhaltischer Kammerherr und Hofmarschall, preußischer Oberstleutnant
- Julius Ritter von Kink (1848–1909), österreichischer Unternehmer und Politiker
- Julius Kinner (1837–1894), österreichischer Buchbinder und Gastwirt
- Julius Kiptoo (* 1977), kenianischer Langstreckenläufer
- Julius von Kirchmann (1802–1884), deutscher Jurist und Politiker (DFP), MdR
- Julius Kisker (1818–1882), deutscher Kaufmann und Politiker (DFP), MdR
- Julius Klanfer (1909–1967), österreichischer Sozialwissenschaftler und Journalist
- Julius Klaucke (1826–1903), deutscher Unternehmer und Erfinder des Klaucke-Stempels
- Julius Klaus (1910–1988), deutscher Kommunalpolitiker (CDU), Oberbürgermeister von Schwäbisch Gmünd
- Julius Klaus (1849–1920), Schweizer Ingenieur, Industrieller und Rassenhygieniker
- Julius Klausner (1874–1950), Begründer des Schuhhauses Leiser
- Julius Klee (1899–1989), deutscher Schauspieler
- Julius Ludwig Klee (1807–1867), deutscher Sprachwissenschaftler und Lehrer
- Julius Kleeberg (1894–1988), deutsch-israelischer Pathologe, Hochschullehrer in Jerusalem
- Julius Klein (1886–1961), US-amerikanischer Historiker und Wirtschaftsfachmann
- Julius Leopold Klein († 1876), deutscher Autor und Literaturhistoriker
- Julius Kleinau (1849–1907), deutscher Baumeister
- Julius Kleinmichel (1846–1892), deutscher Maler und Grafiker
- Julius von Kleinschmit (1825–1902), preußischer Generalmajor
- Julius Klengel (1859–1933), deutscher Cellist
- Julius von Klever (1850–1924), russischer Maler
- Julius Klimek (1897–1950), tschechoslowakischer katholischer Geistlicher, Religionslehrer sowie Politiker und Abgeordneter
- Julius Klingebiel (1904–1965), deutscher Künstler der Art brut
- Julius Klinger, österreichischer Maler und Grafiker
- Julius Rudolph von Klingsporn, preußischer Oberst und Regimentskommandeur
- Julius Klinkhardt (1810–1881), deutscher Buchhändler und Verleger
- Julius Klostermann (1826–1900), deutscher Kaufmann und schwedisch-norwegischer Generalkonsul in Messina
- Julius Gustav Adolf Klotz (1812–1892), preußischer Generalleutnant und Inspekteur der 4. Ingenieur-Inspektion
- Julius Knappe von Knappstädt (1809–1872), preußischer Generalmajor und Kommandeur des 3. Garde-Regiments zu Fuß
- Julius Knierim (1919–1999), deutscher Heilpädagoge, Musikwissenschaftler und Komponist
- Julius Kniese (1848–1905), deutscher Chorleiter, Dirigent, Musikdirektor in Aachen und Festspielleiter in Bayreuth
- Julius Knoevenagel (1832–1914), deutscher Chemiker und Unternehmer sowie Pionier der Fototechnik
- Julius Georg Knoll (1790–1851), deutscher Jurist
- Julius Knorr (1826–1881), deutscher Zeitungsverleger
- Julius Knorre (1807–1884), deutscher Historien- und Genremaler der Düsseldorfer Schule sowie Lehrer
- Julius Friedrich Knüppeln (1757–1840), deutscher Jurist und Schriftsteller
- Julius Knuth (1787–1852), dänischer Amtmann und Kammerherr
- Julius Kober (1894–1970), deutscher Heimatforscher, Schriftsteller
- Julius Kobler (1866–1942), deutscher Schauspieler und Theaterregisseur
- Julius Köbner (1806–1884), dänischer Baptistenpastor, Schriftsteller, Lyriker, Mitbegründer der deutschen und kontinentaleuropäischen Baptistengemeinden
- Julius Koch (1912–1991), deutscher Önologe und Lebensmittelchemiker
- Julius Koch (1870–1948), deutscher Kaufmann und Schriftsteller
- Julius Koch (1882–1952), deutscher Maler und Graphiker
- Julius Koch (1865–1936), deutscher Theologe und Politiker (DNVP), MdL
- Julius Koch (1881–1951), Münchner Polizeipräsident
- Julius Koch (1867–1934), deutscher Gewerkschafter und Politiker (SPD), MdL
- Julius Koch (1816–1895), deutscher Hof-Früchtehändler und Getreidehändler
- Julius Arnold Koch (1864–1956), deutsch-amerikanischer Chemiker
- Julius August Koch (1752–1817), deutscher Arzt und Astronom
- Julius Christian Koch (1792–1860), deutscher Theaterschauspieler
- Julius Ludwig August Koch (1841–1908), deutscher Psychiater
- Julius Köckert (1827–1918), deutscher Maler
- Julius Friedrich Koeler (1804–1847), deutscher Ingenieur, Offizier und Architekt
- Julius von Koethen (1815–1899), preußischer Generalmajor
- Julius Kohl, deutscher Chemiker und Manager der Chemischen Industrie
- Julius Köhler (1869–1947), deutscher evangelisch-lutherischer Theologe
- Julius Köhnholz (1839–1925), deutscher Landschaftsmaler
- Julius Kohte (1861–1945), deutscher Konservator und Hochschullehrer
- Julius Kollmann (1834–1918), deutscher Zoologe, Anthropologe und Anatom
- Julius Komárek (1892–1955), tschechischer Zoologe
- Julius Konegen (1857–1916), deutscher Maschinenbauingenieur und Unternehmer
- Julius Konietzko (1886–1952), deutscher Kunsthändler und Sammler
- Julius König (1849–1913), ungarischer Mathematiker
- Julius von Königswarter (1854–1918), deutscher Unternehmer und portugiesischer Generalkonsul
- Julius Ferdinand von Könneritz, sächsischer Landtagsdeputierter
- Julius Traugott von Könneritz (1792–1866), sächsischer Politiker und Regierungschef
- Julius Kopp (1823–1892), bayerischer Königlicher Bezirksgerichtsdirektor und Königlicher Appellationsgerichtsrat
- Julius von Kopp († 1899), hessischer Kreisrat
- Julius Kopsch (1887–1970), deutscher Dirigent und Komponist
- Julius Kopsch (1855–1935), deutscher Politiker (FrVP, FVP, DDP), MdR
- Julius Korir (* 1960), kenianischer Hindernis- und Langstreckenläufer und Olympiasieger
- Julius Korn (1799–1837), deutscher Buchhändler und Stadtrat
- Julius Kornbeck (1839–1920), deutscher Maler
- Julius Körner (1870–1954), deutscher Ruderer
- Julius Korngold (1860–1945), österreichischer Musikkritiker
- Julius Karl Köselitz (1782–1846), deutscher Kauf- und Handelsmann sowie Kammermeister und Freimaurer in Annaberg
- Julius Kosleck (1825–1905), deutscher Musiker und Musikpädagoge
- Julius Kost (1807–1888), deutscher Maler der Düsseldorfer Schule
- Julius Köstlin (1826–1902), deutscher evangelischer Theologe und Kirchenhistoriker
- Julius Kovazh (1930–2012), österreichischer Fußball-Nationalspieler
- Julius Kraaz (1822–1889), deutscher Jurist, Zuckerfabrikant und Politiker (NLP), MdR
- Julius Kräcker (1839–1888), deutscher Politiker (SPD), MdR
- Julius Kraft (1898–1960), deutscher Soziologe
- Julius H. W. Kraft (1917–2008), deutscher Autor, Initiator der Interessengemeinschaft Bauernhaus
- Julius Kraft-Kinz (1925–2018), österreichischer Chirurg und Universitätsprofessor
- Julius Krais (1807–1878), schwäbischer Pfarrer und Dichter
- Julius Kranzbühler (1909–1977), deutscher Jurist und Politiker (FDP), MdL
- Julius Kratter (1848–1926), österreichischer Rechtsmediziner und Rektor der Universität Graz
- Julius Kraut (1859–1939), deutscher Porträtmaler
- Julius Krautz (1843–1921), deutscher Scharfrichter
- Julius Kreis (1891–1933), deutscher Schriftsteller, Zeichner und Buchillustrator
- Julius Kretzschmar (1858–1929), deutscher Bergrechtler und Hochschullehrer
- Julius Kreutzbach (1845–1913), deutscher Klavierbauer
- Julius von Kreyfelt (1863–1947), deutscher Maler der Düsseldorfer Malerschule
- Julius Kricheldorff (1830–1910), deutscher (Militär-)Fotograf
- Julius Krieg (1882–1941), deutscher römisch-katholischer Kirchenrechtler und Hochschullehrer
- Julius H. Krizsan (1937–2025), deutscher Politiker (Die Grünen), MdB
- Julius Kröhl (1820–1867), deutscher U-Boot-Ingenieur
- Julius Krohn (1835–1888), finnischer Dichter, Folklorist und Literaturwissenschaftler
- Julius Vincenz von Krombholz (1782–1843), deutsch-böhmischer Arzt, Botaniker und Mykologe
- Julius Kronberg (1850–1921), schwedischer Maler und Hochschullehrer
- Julius Kruchen (1845–1912), deutscher Landschaftsmaler der Düsseldorfer Schule
- Julius Albert Krug (1907–1970), US-amerikanischer Wirtschaftsmanager, Politiker und Innenminister
- Julius Krusewitz (1850–1923), deutscher Architekt, Künstler und Autor
- Julius Kugy (1858–1944), österreichischer Bergsteiger und Schriftsteller
- Julius Kuhl (* 1947), deutscher Psychologe
- Julius Kühlewein (1873–1948), evangelischer Theologe, Landesbischof Badens
- Julius Kühn (1825–1910), deutscher Agrarwissenschaftler
- Julius Kühn (* 1993), deutscher Handballspieler
- Julius Kuhn (* 1992), deutscher Film- und Theaterschauspieler
- Julius Kummer, preußischer Verwaltungsjurist
- Julius Yakubu Kundi (* 1968), nigerianischer Geistlicher und römisch-katholischer Bischof von Kafanchan
- Julius Kunert (1900–1993), österreichischer, tschechoslowakischer deutscher Unternehmer in der Textilindustrie
- Julius Kunkler (1845–1923), Schweizer Architekt und Maler
- Julius Kuperjanov (1894–1919), estnischer Soldat und Partisanenführer
- Julius Kuriakose (1923–2011), indischer Erzbischof der Syrisch-Orthodoxen Kirche von Antiochien
- Julius Kurth (1870–1949), deutscher Pfarrer, Privatgelehrter und Autor
- Julius Kuto (* 1984), kenianischer Marathonläufer
- Julius Kwizda von Hochstern (1857–1924), österreichischer Apotheker und Unternehmer

#### L
- Julius La Fontaine (1891–1947), deutscher Jurist und NS-Opfer
- Julius Lacher (1845–1919), deutscher Jurist
- Julius Adolph de Lagnel (1827–1912), General der Konföderierten Staaten von Amerika im Amerikanischen Bürgerkrieg
- Julius Laiconas (* 1944), litauischer Bauingenieur und Politiker
- Julius Landesberger von Antburg (1865–1920), österreichischer Rechts- und Wirtschaftswissenschaftler
- Julius Landmann (1877–1931), österreichischer Nationalökonom
- Julius Landsberger (1819–1890), deutscher Orientalist, Rabbiner
- Julius Landsberger (1821–1894), schlesischer Rabbiner
- Julius Langbehn (1851–1907), deutscher Schriftsteller und Kulturkritiker
- Julius Lange (1817–1878), deutscher Maler
- Julius Gustav Lange (1815–1905), deutscher Numismatiker
- Julius Henrik Lange (1838–1896), dänischer Kunsthistoriker und Ästhetiker
- Julius Langfeld (* 1995), deutscher Fußballspieler
- Julius Larz (1805–1879), deutscher Richter und Abgeordneter
- Julius Laska (1850–1933), österreichischer Schauspieler, Theaterdirektor und Regisseur
- Julius Lasker (1811–1876), preußischer Mediziner und Schriftsteller
- Julius Lasse (1819–1898), deutscher Politiker (NLP), Abgeordneter im Sächsischen Landtag
- Julius Lassen (1847–1923), dänischer Jurist
- Julius von Latscher-Lauendorf (1846–1909), österreichisch-ungarischer General und k.k. Landesverteidigungsminister
- Julius Laube (1841–1910), deutscher Dirigent und Orchesterleiter
- Julius Franz Lauer (1819–1850), deutscher Klassischer Philologe und Hochschullehrer
- Julius Lauterbach (1877–1937), deutscher Kapitän und Marineoffizier
- Julius August Lauterbach (1800–1858), deutscher Verwaltungsbeamter und Parlamentarier
- Julius Georg Lautner (1896–1972), österreichischer Jurist
- Julius von Lautz (1903–1980), saarländischer Landesminister
- Julius Lazarus (1847–1916), deutscher Mediziner
- Julius Leber (1891–1945), deutscher Politiker (SPD), MdR, Widerstandskämpfer, NS-Opfer
- Julius Lederer (1821–1870), österreichischer Entomologe
- Julius Leemann (1839–1913), deutscher Landwirt, Landwirtschaftsgenossenschaftler, Hochschullehrer und Politiker (DP), MdR
- Julius Lehlbach (1922–2001), deutscher Gewerkschafter und Politiker (SPD), MdL
- Julius Carl Lehmann (1807–1889), deutscher Stadtgerichtsrat
- Julius Friedrich Lehmann (1864–1935), deutscher Verleger, Unterstützer der Nationalsozialisten
- Julius Lehnert (1871–1962), österreichischer Dirigent, Kapellmeister, Chorleiter, Korrepetitor und Arrangeur
- Julius Lehr (1845–1894), deutscher Forstwissenschaftler und Nationalökonom
- Julius Leipprand (1830–1899), württembergischer Oberamtmann
- Julius Leisching (1865–1933), österreichischer Architekt und Museumsdirektor
- Julius Leithäuser (1861–1945), deutscher Philologe, Schriftsteller, Namenforscher und Dialektologe
- Julius Lellbach (1873–1935), deutscher Reichsgerichtsrat
- Julius Lemppenau (1877–1944), württembergischer Oberamtmann
- Julius August Lencer (1833–1903), deutscher Komponist und Botaniker
- Julius Lenhart (1875–1962), österreichischer Turner
- Julius Lenhartz (1839–1926), deutscher Architekt und Bauunternehmer
- Julius Lenzmann (1843–1906), deutscher Jurist und Politiker (DFP, FVp), MdR
- Julius Lerche (1836–1914), deutscher Jurist und Politiker (DFP), MdR
- Julius Lessing (1843–1908), deutscher Kunsthistoriker und erster Direktor der Berliner Kunstgewerbemuseums
- Julius Leutheuser (1900–1942), deutscher evangelischer Pfarrer
- Julius Levin (1862–1935), deutscher Mediziner, Schriftsteller und Geigenbauer
- Julius Lewin (1875–1950), deutscher Unternehmer in der Zigaretten- und Tabakindustrie
- Julius Lewy (1895–1963), deutsch-amerikanischer Assyriologe und Semitist
- Julius Lex (1829–1917), deutscher Unternehmer
- Julius von Leypold (1806–1874), deutscher Landschaftsmaler
- Julius Lichtenfels (1884–1968), deutscher Fechter
- Julius Licinus, freigelassener Gallier
- Julius Lieban (1857–1940), österreichisch-deutscher Opernsänger
- Julius Liebrecht (1891–1974), deutscher Unternehmer
- Julius Lien (1872–1962), deutscher Buchbinder und Heimatdichter
- Julius Edgar Lilienfeld (1882–1963), österreichisch-ungarischer Physiker
- Julius Lindemann (1822–1886), deutscher Opernsänger (Bass)
- Julius Lindemann (1789–1855), deutscher Befreiungskämpfer und Generalmajor
- Julius Linder (1878–1942), österreichischer Politiker (SDAP), Landtagsabgeordneter
- Julius Ernst zur Lippe-Biesterfeld (1873–1952), deutscher Diplomat
- Julius Lippelt (1829–1864), deutscher Plastiker
- Julius Lippert (1895–1956), deutscher Journalist und Politiker in der Zeit des Nationalsozialismus, MdL
- Julius Lippert (1839–1909), böhmischer Lehrer, Historiker und Politiker
- Julius Lippmann (1864–1934), deutscher Politiker (DDP), MdR
- Julius Lips (1895–1950), deutscher Ethnologe und Rechtssoziologe
- Julius List (1864–1914), bayerischer Oberst und Kommandeur des Reserve-Infanterie-Regiments 16 im Ersten Weltkrieg
- Julius Löbe (1805–1900), deutscher Linguist und Theologe
- Julius Löcker (1860–1945), österreichischer Politiker; Abgeordneter zum Abgeordnetenhaus
- Julius von Loewenfeld (1808–1880), preußischer General der Infanterie
- Julius von Loewenfeld (1838–1916), preußischer Generalmajor
- Julius Lohmeyer (1835–1903), deutscher Schriftsteller
- Julius Lohr (1850–1921), deutscher Kleintierzüchter und Fachbuchautor
- Julius Lönholdt (* 1865), deutscher Architekt und Bauunternehmer
- Julius Lorenzen (1897–1965), deutscher Bauingenieur und Oberbürgermeister
- Julius Loßmann (1882–1957), deutscher Politiker (SPD) und Bürgermeister der Stadt Nürnberg
- Julius Lott (1836–1883), österreichischer Eisenbahnpionier, Erbauer der Arlbergbahn von Landeck bis Bludenz
- Julius Lott (1845–1905), österreichischer Offizier, Eisenbahner und Interlinguist
- Julius Louven (* 1933), deutscher Politiker (CDU), MdL, MdB
- Julius Löwe, deutscher Baumeister
- Julius Löwe (1823–1909), deutscher Chemiker
- Julius Löwen (1822–1907), deutscher Kaufmann, Seidenfabrikant und Kirchenlieddichter
- Julius Löwenberg (1800–1893), deutscher Geograph und Autor, Freund und Biograph Alexander von Humboldts
- Julius Löytved-Hardegg (1874–1917), deutscher Diplomat
- Julius von Lübtow (1799–1876), preußischer Generalmajor
- Julius Ludolf (1893–1947), deutscher SS-Obersturmführer, Mitglied der Waffen-SS und Kommandant diverser Nebenlager des KZ Mauthausen in Oberösterreich
- Julius Ludorf (1919–2015), deutscher Fußballspieler und Trainer
- Julius Ludowieg (1830–1908), Bürgermeister in Harburg, heute Ortsteil von Hamburg
- Julius Lundwall (1844–1930), deutscher und tschechoslowakischer Architekt, Bauingenieur und Unternehmer
- Julius Georg Luy (* 1953), deutscher Diplomat
- Julius von Lyncker (1825–1907), preußischer Generalmajor

#### M
- Julius Mader (1928–2000), deutscher Jurist, Politologe, Journalist und Schriftsteller
- Julius Madritsch (1906–1984), österreichischer Kaufmann und Gerechter unter den Völkern
- Julius Maerker (1870–1914), deutscher Marineoffizier
- Julius Magg (1884–1931), österreichischer Ingenieur und Hochschullehrer
- Julius Magg (1837–1914), österreichischer Politiker
- Julius Maggi (1846–1912), Schweizer Unternehmer und Erfinder
- Julius Mägiste (1900–1978), estnischer Sprachwissenschaftler und Finno-Ugrist
- Julius Magnus (1867–1944), deutscher Rechtsanwalt
- Julius Maier (1890–1944), deutscher Bankier und Politiker (NSDAP), Konsul von Estland
- Julius Joseph Maier (1821–1889), deutscher Jurist, Musikwissenschaftler und Bibliothekar
- Julius Friedrich von Malblanc (1752–1828), deutscher Rechtswissenschaftler und Hochschullehrer
- Julius Malema (* 1981), südafrikanischer Politiker
- Julius Malten (1860–1915), deutscher Opernsänger (Tenor) und Geiger
- Julius von Maltzan (1812–1896), mecklenburgischer Gutsherr, Politiker und Publizist
- Julius Mammelsdorf (1838–1902), deutscher Kaufmann und Sammler
- Julius Manger (1802–1874), deutscher Architekt und Hochschullehrer
- Julius Manigold (1873–1935), deutscher Komponist und Flötenvirtuose
- Julius Mankell (1828–1897), schwedischer Offizier, Politiker, Mitglied des Riksdag und Militärhistoriker
- Julius Mannhardt (1834–1893), deutscher Augenarzt
- Julius Mante (1841–1907), deutscher Porträt- und Genremaler
- Julius Mařák (1832–1899), tschechisch-böhmischer Landschaftsmaler zwischen Romantik und Realismus
- Julius Marandi (* 1954), indischer Geistlicher, Bischof von Dumka
- Julius August von der Marck (1680–1753), Gouverneur von Jülich, kaiserlicher Generalfeldzeugmeister
- Julius Margolin (1900–1971), litauischer Schriftsteller und politischer Aktivist
- Julius Mark (1890–1959), estnischer Sprachwissenschaftler
- Julius Markschiess van Trix (1920–2017), deutscher Artistenkenner und Autor
- Julius Marschall, deutscher Politiker (DPS), MdL
- Julius Martin, deutscher Amtsrichter und Politiker
- Julius Martinet (1829–1899), deutscher Architekt
- Julius Martow (1873–1923), russischer Politiker und Sprecher der Menschewiki in der Sozialdemokratischen Arbeiterpartei Russlands (SDAPR)
- Julius Eberhard von Massow (1750–1816), preußischer Jurist und Politiker
- Julius Maus (1906–1934), deutscher Radsportler
- Julius Mauthner (1852–1917), österreichischer Chemiker und Mediziner
- Julius Marshuetz Mayer (1865–1925), US-amerikanischer Jurist und Politiker
- Julius Mayr (1855–1935), deutscher Arzt, Alpenvereinsfunktionär und Schriftsteller
- Julius K. Mayr (1888–1965), deutscher Dermatologe und Hochschullehrer
- Julius Mayreder (1860–1911), österreichischer Architekt
- Julius Ferdinand Mazonn (1817–1885), russischer Mediziner
- Julius Mebes (1796–1882), preußischer Offizier und Militärschriftsteller
- Julius Meese, deutscher Unternehmer, Montanindustrieller, Hotelier und Münzsammler
- Julius Megner, deutscher Fußballspieler und -funktionär
- Julius Meier (1874–1937), US-amerikanischer Politiker
- Julius Meier-Graefe (1867–1935), deutscher Kunsthistoriker und Schriftsteller
- Julius Meimberg (1917–2012), deutscher Pilot, Luftfahrtautor und Erfinder
- Julius Meinl III. (1903–1991), österreichischer Unternehmer
- Julius Meinl II. (1869–1944), österreichischer Unternehmer
- Julius Meinl I. (1824–1914), österreichischer Unternehmer
- Julius Meinl IV. (1930–2008), österreichischer Unternehmer
- Julius Meinl V. (* 1959), britisch-österreichischer Bankier
- Julius Theodor Melchers (1829–1908), deutsch-amerikanischer Bildhauer und Kunstlehrer
- Julius Menadier (1854–1939), deutscher Numismatiker
- Julius Mende (1944–2007), österreichischer Künstler, Autor und Politiker
- Julius Mendheim (1788–1836), deutscher Schachmeister
- Julius Mennicken (1893–1983), preußischer Verwaltungsbeamter und Landrat
- Julius Mentz (1845–1927), deutscher Domänenpächter und Politiker, MdR
- Julius Menzer (1845–1917), deutscher Weingroßhändler, griechischer Konsul in Mannheim und Politiker, MdR
- Julius Mermagen (1874–1954), deutscher Maler
- Julius Merz, deutscher Politiker (NSDAP), MdR
- Julius Meurer (1838–1923), deutsch-österreichischer Bergsteiger, Publizist
- Julius Meyer (1876–1960), deutscher Chemiker
- Julius Meyer (1846–1922), deutscher Bankier und Schriftsteller
- Julius Meyer (1909–1979), deutscher Politiker (KPD, SED), MdV, Präsident des Verbands der Jüdischen Gemeinden in der DDR (1952/1953)
- Julius Meyer (1875–1934), deutscher Gewerkschafter und Politiker (SPD)
- Julius Meyer (1830–1893), deutscher Kunsthistoriker und Museumsdirektor
- Julius Meyer (1826–1909), Verbandsvorsitzender
- Julius Meyer (1817–1863), deutscher Eisenhüttenbesitzer und Gutsbesitzer
- Julius Diedrich Meyer, deutscher Landschafts- und Tiermaler der Düsseldorfer Schule
- Julius Meyer-Siebert (* 2000), deutscher Handballspieler
- Julius Mezger (1891–1976), deutscher Allgemeinarzt und Homöopath
- Julius von Michel (1843–1911), deutscher Ophthalmologe
- Julius Micklitz (1821–1885), österreichischer Förster und Schriftsteller
- Julius Miedel (1863–1940), Lehrer, Stadtarchivar, Historiker und Memminger Ehrenbürger
- Julius Milde (1824–1871), deutscher Botaniker
- Julius Miller (1772–1851), deutscher Musiker
- Julius Minding (1808–1850), deutscher Arzt und Schriftsteller
- Julius von Minutoli (1804–1860), preußischer Polizeidirektor, Politiker, Wissenschaftler, Schriftsteller
- Julius Caesar de Miranda (1906–1956), surinamischer Politiker und Jurist
- Julius von Mirbach-Sorquitten (1839–1921), deutscher Gutsbesitzer und Politiker, MdR
- Julius Mißbach (1831–1896), deutscher Zeitungsverleger, Druckereibesitzer, Buchhändler und Heimatforscher
- Julius Mohl (1800–1876), deutscher Orientalist
- Julius Möllendorf (1821–1895), deutscher Militärmusiker und Komponist
- Julius Möller (1840–1928), evangelisch-lutherischer Theologe und Pfarrer
- Julius Möller (1793–1877), deutscher Unternehmer, Stadtverordneter und Handelskammerpräsident
- Julius Otto Ludwig Möller (1819–1887), deutscher Mediziner, Chirurg und Politiker (DFP), MdR
- Julius Momsen (1866–1940), deutscher Landwirt und Politiker
- Julius Mönch (1820–1874), deutscher Lederwarenfabrikant und Politiker
- Julius Monien (1842–1897), deutscher Landschaftsmaler
- Joseph Julius Monsperger, österreichischer römisch-katholischer Theologe und Hochschullehrer
- Julius Matthew Emil Moravcsik (1931–2009), US-amerikanischer Philosoph und Philosophiehistoriker
- Julius Morgenroth (1871–1924), deutscher Mediziner
- Julius Morkūnas (* 1978), litauischer Politiker
- Julius Morris (* 1994), montserratischer Sprinter
- Julius Sterling Morton (1832–1902), US-amerikanischer Politiker
- Julius Moscon (1839–1927), österreichischer Politiker
- Julius Mosen (1803–1867), deutscher Dichter und Schriftsteller
- Julius Mosengeil (1800–1883), deutscher Kabinettsrat und Offizier
- Julius Moser (1832–1916), deutscher Bildhauer
- Julius Moser (1882–1970), deutscher Unternehmer, Ehrenpräsident der Industrie- und Handelskammer sowie Ehrenbürger der Stadt Pforzheim
- Julius Moser (1805–1879), deutscher Porträt-, Historien- und Genremaler
- Julius Moses (1868–1942), deutscher Politiker (SPD), MdR
- Julius Moses (1869–1945), deutscher Arzt und Heilpädagoge
- Julius Mössel (1871–1957), deutscher Dekorations- und Kunstmaler
- Julius Motteler (1838–1907), deutscher Politiker (SPD), Mitglied der frühen deutschen Arbeiterbewegung, MdR
- Julius Mugler (1872–1933), deutscher Kaiserlicher Marine-Oberbaurat
- Julius Mühling (1793–1874), deutscher Schauspieler, Regisseur und Theaterdirektor
- Julius Muhr (1819–1865), deutscher Maler
- Julius Mülhens (1879–1954), deutscher Verwaltungsjurist und Landrat
- Julius Müllensiefen (1811–1893), deutscher evangelisch-lutherischer Theologe, Pfarrer und Schriftsteller
- Julius Müller (1903–1984), deutscher Leichtathlet (Stabhochsprung)
- Julius Müller (1938–2017), deutscher Leichtathlet (Gehen)
- Julius Müller (1857–1917), Schweizer Lehrer, Meteorologe und Klimatologe
- Julius Müller (1801–1878), deutscher evangelischer Theologe
- Julius Conrad Müller (1850–1914), deutscher Gutsbesitzer, MdR
- Julius Emil August Müller (1808–1885), deutscher Theologe und Politiker
- Julius Ferdinand Müller (1823–1899), bayerischer Abgeordneter und Landgerichtspräsident
- Julius Müller-Massdorf (1863–1933), deutscher Genre- und Porträtmaler sowie Illustrator der Düsseldorfer Schule
- Julius Münter (1815–1885), deutscher Botaniker, Zoologe und Hochschullehrer
- Julius Müthel (1841–1906), deutsch-baltischer lutherischer Theologe
- Julius Muthig (1908–1989), deutscher Arzt und Sturmbannführer im Dritten Reich
- Julius Mutzenbecher (1867–1933), deutscher Jurist und Reichsbahnbeamter

#### N
- Julius Naeher (1824–1911), deutscher Ingenieur und Heimatforscher
- Julius Nagel (1809–1884), deutscher evangelisch-lutherischer Theologe
- Julius Nakszynski (1829–1891), deutscher Verwaltungsjurist und Bürgermeister
- Julius Nase (1861–1946), reformierter Theologe und Regionalhistoriker
- Julius Natali (* 1891), österreichischer Buchdrucker und Gerechter unter den Völkern
- Julius Natterer (1938–2021), deutscher Holzbauingenieur und Hochschullehrer
- Julius Naue (1833–1907), deutscher Maler, Zeichner, Radierer und Archäologe
- Julius Cäsar von Nayhauß-Cormons (1821–1908), deutscher Rittergutsbesitzer und Politiker (Zentrum), MdR
- Julius Nees (1898–1942), deutscher Widerstandskämpfer in der NS-Zeit (Leis-Breitinger-Gruppe)
- Julius Nell (1855–1917), österreichischer Architekt des Historismus
- Julius Neßler (1827–1905), deutscher Agrikulturchemiker
- Julius Neuberger (1872–1922), deutscher Arzt und Politiker
- Julius Neuberth (1809–1881), deutscher Naturforscher und Magnetiseur
- Julius Neubronner (1852–1932), deutscher Apotheker, Erfinder, Firmengründer und Pionier der Amateurfotografie
- Julius Neumann (1844–1928), deutscher Verleger und Mäzen
- Julius Joseph Neumann (1836–1895), deutsch-französischer Geistlicher und Politiker, MdR
- Julius Christoph Neuner (1838–1910), österreichischer Industrieller und Politiker, Landtagsabgeordneter
- Julius Newald (1824–1897), österreichischer Jurist und Politiker, Bürgermeister von Wien und Landtagsabgeordneter
- Julius zur Nieden (1837–1910), deutscher Eisenbahn-Bauingenieur, preußischer Baubeamter und Fachautor
- Julius Niepraschk (1825–1890), deutscher Gartenarchitekt und Gartendirektor der Kölner Flora
- Julius von Niethammer (1798–1882), deutscher Jurist und Politiker
- Julius Arthur Nieuwland (1878–1936), US-amerikanischer Chemiker, Botaniker und katholischer Geistlicher
- Julius Nikles (1924–2013), österreichischer Politiker (ÖVP), Landtagsabgeordneter im Burgenland
- Julius Nisle (1812–1850), deutscher Illustrator
- Julius Nitschkoff (* 1995), deutscher Schauspieler
- Julius Noerr (1827–1897), deutscher Landschafts- und Genremaler
- Julius Simon von Nördlinger (1771–1860), Forstwissenschaftler
- Julius Gottlob von Nostitz und Jänkendorf (1797–1870), deutscher Großgrundbesitzer und Politiker
- Julius van Nuffel (1883–1953), belgischer Komponist, Priester, Kirchenmusiker und Musikpädagoge
- Julius Numavičius (* 1973), litauischer Unternehmer, Investor und Manager
- Julius Nuninger (* 1874), deutscher Kunstturner
- Julius Nürnberger (1883–1952), deutscher Jurist und bayerischer Senator
- Julius Nyerere (1922–1999), tansanischer Politiker

#### O
- Julius Obermeier (1867–1936), deutscher Kaufmann
- Julius Rudolf Obermiller (1873–1930), deutscher Chemiker
- Julius Obst (1878–1950), deutscher Bildhauer
- Julius Oelkers (1882–1963), deutscher Forstwissenschaftler
- Julius Wilhelm Oelsner (1800–1862), deutscher Unternehmer, Abgeordneter in der Frankfurter Nationalversammlung
- Julius Oeltzen (1790–1867), deutscher evangelisch-lutherischer Geistlicher
- Julius Oengo, estnischer Lyriker und Kinderbuchautor
- Julius Oetiker (1877–1956), Schweizer Jurist und Staatsbeamter
- Julius von Oeynhausen (1843–1886), preußischer Heraldiker, Genealoge und Kämmerer
- Julius Ofner (1845–1924), österreichischer Rechtsphilosoph und Politiker, Landtagsabgeordneter, Abgeordneter zum Nationalrat
- Julius von Oheimb (1843–1922), deutscher Landrat, Rittergutsbesitzer und Politiker, MdR
- Julius Oiboh (* 1990), nigerianischer Fußballspieler
- Julius Oldach (1804–1830), deutscher Maler
- Julius Rudolf Christof von Oldenburg (* 1735), preußischer Offizier und Ritter des Ordens Pour le Mérite
- Julius Olsen (1887–1972), grönländischer Katechet, Missionar und Übersetzer
- Julius Onah (* 1983), nigerianisch-US-amerikanischer Regisseur und Drehbuchautor
- Julius Chukwuma Ononiwu (* 1988), nigerianischer Fußballspieler
- Julius Opel (1829–1895), deutscher Pädagoge und Historiker
- Julius Wilhelm von Oppel (1766–1832), deutscher Staatsmann
- Julius Philipp Oppenheimer (1812–1869), Kaufmann und Politiker der Freien Stadt Frankfurt
- Julius Oppermann (1825–1880), deutscher Journalist
- Julius Rudolf von der Osten (1801–1861), deutscher Landrat und Rittergutsbesitzer
- Julius von der Osten (1808–1878), deutscher Rittergutsbesitzer und Politiker, Herrenhausmitglied, MdR
- Julius von Ostenburg-Morawek (1884–1944), österreichisch-ungarischer Offizier und späterer legitimistischer Freikorps-Anführer
- Julius Ostendorf (1823–1877), deutscher Politiker und Pädagoge; Abgeordneter in der Frankfurter Nationalversammlung
- Julius Oswald (* 1943), deutscher Theologe, Jesuit, Bibliotheksdirektor
- Julius Ottmer (1846–1886), deutscher Mineraloge und Geologe
- Julius Otto (1804–1877), deutscher Männergesangkomponist, Musikpädagoge, Chorleiter und Kreuzkantor
- Julius Otto (1825–1849), deutscher Dichter, Poet und Musiker
- Julius Otto (1866–1924), deutscher Theaterschauspieler und -intendant
- Julius Konrad Otto, Hebraist und Hochschullehrer in Altdorf und Edinburgh
- Julius Christiaan van Oven (1881–1963), niederländischer Rechtswissenschaftler und Politiker
- Julius von Oven (1829–1889), deutscher Verwaltungsbeamter
- Julius Overhoff (1898–1977), österreichischer Jurist, Unternehmer und Schriftsteller

#### P
- Julius Pabst (1817–1881), deutscher Dramatiker, Bühnenschriftsteller und Regisseur
- Julius Pacius de Beriga (1550–1635), italienischer Rechtsgelehrter
- Julius Pagel (1851–1912), deutscher Arzt und Medizinhistoriker
- Julius Pagojus (* 1987), litauischer Jurist, Politiker und stellv. Justizminister
- Julius Friedrich Pajeken (1843–1902), deutscher Maschinenbauer
- Julius Carl Pannier (1789–1856), deutscher Verwaltungsjurist und Politiker
- Julius Parow (1901–1985), deutscher Mediziner
- Julius von Pastau (1813–1889), deutscher Arzt
- Julius Pastorius (* 1982), amerikanischer Jazzmusiker (Schlagzeug)
- Julius Pätsch (1905–1982), deutscher Journalist
- Julius Patzak (1898–1974), österreichischer Opern- und Liedsänger (Tenor)
- Julius von Paucker (1798–1856), deutsch-estländischer Jurist und Historiker
- Julius Paulmann (1813–1874), deutscher Theaterschauspieler
- Julius Pauly (1901–1988), deutscher Jurist und Politiker (NSDAP)
- Julius von Payer (1841–1915), österreichisch-ungarischer Polar- und Alpenforscher, Kartograf und Professor der Militärakademie
- Julius Joseph Willem Peeters (1913–2002), römisch-katholischer Geistlicher, Bischof von Buéa
- Julius Pellegrini (1806–1858), italienischer Opernsänger (Bass)
- Julius Pentzlin (1837–1917), deutscher Lehrer und Rektor in Parchim und Teterow, danach Pastor in Bützow und Hagenow (dort auch Kirchenrat)
- Julius Peppers (* 1980), US-amerikanischer Footballspieler
- Julius Perathoner (1849–1926), Südtiroler Politiker
- Julius Perlis (1880–1913), österreichischer Schachspieler
- Julius Perotti (1841–1901), deutscher Opernsänger (Tenor) und Rosenzüchter
- Julius Perstaller (* 1989), österreichischer Fußballspieler
- Julius Peter (1853–1934), deutscher Bankier
- Julius Peter (* 1946), tansanischer Hockeyspieler
- Julius Heinrich Petermann (1801–1876), deutscher Orientalist
- Julius Peters (1900–1970), deutscher nationalsozialistischer Kommunalpolitiker
- Julius Petersen (1883–1969), deutscher Architekt, Baubeamter und Hochschullehrer
- Julius Petersen (* 1880), grönländischer Landesrat
- Julius Petersen (1878–1941), deutscher Literatur- und Theaterwissenschaftler
- Julius Petersen (1835–1909), deutscher Jurist und Politiker (NLP), MdR
- Julius Adolf Petersen (1882–1933), deutscher Berufsverbrecher und Kneipenwirt
- Julius Peter Christian Petersen (1839–1910), dänischer Mathematiker, beschäftigte sich mit der Graphentheorie
- Julius Petri (1868–1894), deutscher Schriftsteller
- Julius Richard Petri (1852–1921), deutscher Bakteriologe
- Julius Petschek (1856–1932), böhmischer Großindustrieller
- Julius Petzholdt (1812–1891), deutscher Bibliothekar und Bibliograph
- Julius Pfeiffer (1824–1910), deutscher Jurist, Rittergutsbesitzer und Politiker (NLP), MdR, MdL (Königreich Sachsen)
- Julius von Pflug (1499–1564), letzter katholischer Bischof von Naumburg
- Julius von Pflugk-Harttung (1848–1919), deutscher Historiker, Diplomatiker und Archivar
- Julius Pfungst (1834–1899), deutscher Unternehmer
- Julius Philippson (1894–1943), deutscher Lehrer
- Julius von Pia (1887–1943), österreichischer Geologe und Paläontologe
- Julius Pieper (1882–1959), deutscher Politiker (CDU), MdL
- Julius Pierstorff (1851–1926), deutscher Nationalökonom
- Julius Pilaski (1803–1883), Rittergutsbesitzer, Reichstagsabgeordneter
- Julius Pinder (1805–1867), preußischer Beamter und Politiker
- Julius Pinschewer (1883–1961), deutscher Filmproduzent und Pionier des Werbefilms
- Julius Pintsch (1815–1884), deutscher Unternehmer
- Julius Karl Pintsch (1847–1912), deutscher Fabrikant und Ingenieur
- Julius Pirson (1870–1959), deutscher Romanist belgischer Abstammung
- Julius Pirxhofer (1855–1917), österreichischer Jurist und Politiker
- Julius Wilhelm von Pittler (1854–1910), preußischer Erfinder und Industrieller
- Julius Plaichinger, österreichisch-deutscher Offizier und SS-Führer
- Julius von Plänckner (1791–1858), deutscher Soldat und Kartograph
- Julius von Platen (1816–1889), Major, Flügeladjutant und Theaterintendant
- Julius von Platen (1853–1922), preußischer Generalleutnant
- Julius Platter (1844–1923), Nationalökonom
- Julius Platzmann (1832–1902), deutscher Botaniker, Zeichner und Sprachforscher
- Julius Plücker († 1868), deutscher Mathematiker und Physiker
- Julius Pock (1840–1911), österreichischer Alpinist
- Julius Poensgen (1814–1880), deutscher Unternehmer
- Julius Pohl (1861–1942), deutscher Pharmakologe und Biochemiker
- Julius Pohl (1830–1909), deutscher Geistlicher und Lyriker
- Julius Pohlig (1842–1916), deutscher Ingenieur und Unternehmer
- Julius Pohlig junior (1870–1942), deutscher Maschinenbauingenieur und Unternehmer
- Julius Pokorny (1887–1970), österreichisch-deutscher Linguist
- Julius Polentz (1821–1869), deutscher Pädagoge, Dichter und Redakteur
- Julius Pölkow (1866–1926), deutscher Politiker (DNVP, DVFP), MdL
- Julius Pollack (1832–1916), österreichischer Großkaufmann
- Julius Pollacsek, deutscher Autor und Kurdirektor auf Sylt
- Julius Pollak (1845–1920), österreichischer Maler
- Julius Pommer (1853–1928), deutscher Verwaltungsbeamter
- Julius Pomponius Laetus (1428–1498), italienischer Humanist
- Julius Eduard von Poncet (1802–1883), preußischer Landrat
- Julius Popp (1849–1902), österreichischer Politiker (SDAP)
- Julius Popp (* 1973), deutscher Medienkünstler
- Julius Anton von Poseck (1816–1896), deutscher Prediger, Gemeindegründer, Übersetzer und Autor
- Julius Posener (1904–1996), deutscher Architekturhistoriker und Hochschullehrer
- Julius Post (1846–1910), deutscher Chemiker
- Julius de Praetere (1879–1947), belgischer Maler, Grafiker und Verleger
- Julius Precht (1871–1942), deutscher Physiker, Fotograf und Hochschullehrer
- Julius Preller (1834–1914), deutscher Landschaftsmaler, Maschinenbautechniker, Eisenwerksdirektor
- Julius Preuß (1885–1954), deutscher Nautiker und Direktor der Seefahrtsschule Bremen
- Julius Price (1833–1893), Tänzer
- Julius Prömmel (1812–1870), dänisch-deutscher Marinemaler und Schiffbauer
- Julius Prüwer (1874–1943), österreichischer Dirigent
- Julius Pupp (1870–1936), böhmischer Hotelier und Eigentümer des Grandhotel Pupp in Karlsbad
- Julius Puschek (1890–1942), österreichischer Werkzeugmacher und Widerstandskämpfer gegen das NS-Regime
- Julius von Puttkamer (1822–1905), preußischer Fideikommissbesitzer und Politiker, MdH

#### Q
- Julius Quaglio (1833–1899), deutscher Chemiker und Techniker
- Julius Ludwig Quassowski (1824–1909), deutscher Eisenbahn-Bauingenieur und preußischer Baubeamter
- Julius Dietrich von Queis (1705–1769), königlich preußischer Generalmajor
- Julius von Queis (1839–1909), deutscher Rittergutsbesitzer und Politiker, MdR

#### R
- Julius Raab (1891–1964), österreichischer Politiker (ÖVP), Abgeordneter zum Nationalrat, Bundeskanzler
- Julius von Raatz-Brockmann (1870–1944), deutscher Konzertsänger (Bariton) und Gesangspädagoge
- Julius Ferdinand Räbiger (1811–1891), deutscher evangelischer Theologe und Hochschullehrer
- Julius Radichi (1763–1846), österreichischer Schauspieler und Opernsänger
- Julius Raecke (1872–1930), deutscher Psychiater
- Julius Raithel (* 1991), deutscher Segler
- Julius Randle (* 1994), US-amerikanischer Basketballspieler
- Julius Rank (1883–1961), deutscher Politiker
- Julius Rasch (1830–1887), deutscher Architekt und hannoverscher bzw. preußischer Baubeamter
- Julius Rasch (1825–1898), Bürgermeister und preußischer Landrat
- Julius Albert Rasch (1801–1882), Mitbegründer des Kurpark Bad Düben
- Julius Carl Raschdorff (1823–1914), deutscher Architekt, Baubeamter und Hochschullehrer
- Julius Rastenberger (1887–1943), deutscher Jockey im Galopprennsport
- Julius Friedrich Emil Rathgeber (1833–1893), deutscher evangelischer Geistlicher, Historiker des Elsass
- Julius Theodor Christian Ratzeburg (1801–1871), deutscher Zoologe, Entomologe und Forstwissenschaftler
- Julius Ernst Rautenstein, deutscher Organist und Komponist
- Julius Rebek (* 1944), US-amerikanischer Chemiker
- Julius Redling (* 1947), deutscher Politiker (SPD), MdL
- Julius Rehborn (1899–1987), deutscher Wasserspringer
- Julius Heinrich von Rehlingen-Radau (1662–1732), Ordensgeistlicher, Fürstpropst von Berchtesgaden (1723–1732)
- Julius Reiber (1883–1960), Landtagsabgeordneter Volksstaat Hessen
- Julius Reichelt (1637–1717), deutscher Mathematiker, Geograph, Kartograf und Astronom
- Julius Reichwald (1847–1912), preußischer Generalmajor
- Julius Reimsbach (1895–1970), deutscher Orgelbauer
- Julius Reincke (1842–1906), deutscher Mediziner und Politiker, MdHB
- Julius Reinecke (1830–1914), deutscher Domänenpächter und Politiker (NLP), MdR
- Julius Eduard Reinecker (1832–1895), deutscher Maschinenbau-Unternehmer
- Julius Reinhard (1833–1901), deutscher Maschinenbauer und Politiker
- Julius Reinhardt (* 1988), deutscher Fußballspieler
- Julius Reiter (* 1964), deutscher Rechtsanwalt, Autor und Hochschullehrer (Wirtschaftsrecht, IT-Recht)
- Julius von Rekowski (1804–1869), preußischer Generalmajor
- Julius August Remer (1738–1803), deutscher Historiker und Hochschullehrer
- Julius Reubke (1834–1858), deutscher Pianist, Organist und Komponist
- Julius Reuß (1814–1883), evangelischer Pfarrer und Begründer der Schmiedelanstalten
- Julius van Rhee (* 1996), deutscher Jazzmusiker (Altsaxophon)
- Julius Rhomberg (1845–1923), österreichischer Zivilingenieur, Architekt und Baurat
- Julius Rhomberg (1869–1932), österreichischer Unternehmer
- Julius Richter (1862–1940), deutscher Missionswissenschaftler
- Julius Richter (1836–1909), deutscher Wechselmakler, Bankier und Unternehmer
- Julius Wilhelm Otto Richter (1839–1924), deutscher Autor
- Julius Wilhelm Theophil von Richter (1808–1892), deutschbaltischer Theologe
- Julius von Rieben (1800–1888), preußischer Generalleutnant, Bevollmächtigter im Bundesrat des Norddeutschen Bundes und Herr auf Schildberg
- Julius Rieckher (1819–1878), deutscher Altphilologe und Schulleiter
- Julius Riedmüller (1888–1962), deutscher Bühnen- und Filmschauspieler
- Julius Rieger (1901–1984), christlicher Theologe, Kommunalpolitiker und Autor
- Julius Riemann (1855–1935), preußischer General der Infanterie im Ersten Weltkrieg
- Julius Riemann (1832–1885), deutscher Politiker
- Julius Riemer (1880–1958), deutscher Fabrikant und natur- und völkerkundlicher Sammler
- Julius Rieß (1844–1900), Geheimer Justizrat, Mitglied des Provinziallandtages der Provinz Hessen-Nassau
- Julius Rieter (1830–1897), Schweizer Landschaftsmaler und Zeichner
- Julius Rietz (1812–1877), deutscher Dirigent, Kompositionslehrer und Komponist
- Julius Constantijn Rijk (1787–1854), Gouverneur von Suriname
- Julius Rimarski (1849–1935), deutscher evangelischer Theologe
- Julius Rinck von Starck (1825–1910), deutscher Politiker und Präsident des Gesamtministeriums des Großherzogtums Hessen und bei Rhein
- Julius Ringel (1889–1967), österreichischer General der Gebirgstruppe im Zweiten Weltkrieg
- Julius Rißmüller (1863–1933), Oberbürgermeister von Osnabrück
- Julius Ritter (1892–1943), deutscher SS-Offizier, wurde als „Beauftragter für den Arbeitseinsatz in Frankreich“ 1943 von der Résistance erschossen
- Julius Ritter, deutscher Gutsbesitzer und Politiker, MdR
- Julius Ritter († 1901), deutscher Theaterleiter
- Julius Rittmeyer, deutscher Goldschmied
- Julius Robert (1826–1888), österreichischer Chemiker und Industrieller
- Julius Rockwell (1805–1888), US-amerikanischer Politiker
- Julius Rodenberg (1831–1914), deutscher Journalist und Schriftsteller
- Julius Rodenberg (1884–1970), deutscher Bibliograf, Bibliothekar und Kunsthistoriker
- Julius von Röder (1798–1881), Oberappellationsgerichtsrat, Staatsminister in Schwarzburg-Rudolstadt
- Julius Rodriguez (* 1998), amerikanischer Jazzmusiker (Piano, Schlagzeug)
- Julius von Roeck (1818–1884), Bürgermeister von Memmingen
- Julius von Roeder (1808–1889), preußischer Generalleutnant, Gouverneur der Festung Mainz
- Julius Roeting (1822–1896), deutscher Maler und Hochschullehrer
- Julius Roger (1819–1865), deutscher Arzt, Entomologe
- Julius Albert von Rohr (1647–1712), sächsischer Domherr, Jurist, Hofrat
- Julius Bernhard von Rohr (1688–1742), sächsischer Kameralist, Naturwissenschaftler und Schriftsteller
- Julius Rolffs (1868–1946), Architekt
- Julius Roller (1862–1946), österreichischer Jurist und Politiker
- Julius Rollmann (1827–1865), deutscher Landschaftsmaler
- Julius Rollmann (1866–1955), deutscher Bauingenieur, Hafenbaudirektor und Ministerialrat
- Julius Rolshoven (1858–1930), US-amerikanischer Porträt-, Genre- und Landschaftsmaler
- Julius Römer (* 1995), deutscher Schauspieler
- Julius Paul Römer (1848–1926), deutscher Botaniker und Lehrer
- Julius Römheld (1823–1904), deutscher Eisenhüttentechniker und Unternehmer
- Julius Röntgen (1855–1932), deutsch-niederländischer Komponist und Pianist
- Julius Kiptum Rop (* 1977), kenianischer Marathonläufer
- Julius von Roschmann-Hörburg (1852–1921), österreichischer Reichsratsabgeordneter (1897–1901), Rektor der Universität Czernowitz
- Julius Rose (1828–1911), deutscher Landschaftsmaler
- Julius Rosemann (1878–1933), deutscher Politiker (SPD, USPD), MdR
- Julius Rosenbaum (Mediziner) (1807–1874), deutscher Arzt
- Julius Rosenbaum (Maler, 1879) (1879–1956), deutscher Maler
- Julius Rosenberg (1918–1953), US-amerikanischer Elektroingenieur, als KGB-Spion verurteilt und hingerichtet
- Julius Rosenwald (1862–1932), amerikanischer Geschäftsmann, Mitbegründer des Versandhandels von Sears Roebuck
- Julius Roßhirt (1854–1908), deutscher Wasserbauingenieur
- Julius von Rotenhan (1805–1882), königlich bayerischer Regierungsbeamter und Politiker
- Julius Rotermund (1826–1859), deutscher Maler
- Julius von Rother (1834–1899), deutscher Verwaltungsbeamter, Rittergutsbesitzer und Parlamentarier
- Julius Ludwig Rothermundt (1827–1890), russischer Kommerzienrat, Industrieller und nachmaliger Dresdner Villenbesitzer
- Julius Ludwig Rothweil († 1750), hessischer Barockbaumeister
- Julius Rüb (1886–1968), deutscher Landwirt und Politiker (SPD), MdL
- Julius Rudel (1921–2014), US-amerikanischer Dirigent und Pianist
- Julius Rudolph (1857–1915), deutscher Schauspieler und Theaterbesitzer und -leiter
- Julius Wilhelm Ruer (1784–1864), deutscher praktischer Arzt und Psychiater
- Julius Eugen Ruhl (1796–1871), deutscher Architekt und kurhessischer Baubeamter
- Julius Rühm (1882–1960), deutscher Politiker (NSDAP)
- Julius Rumpf (1874–1948), deutscher Pfarrer
- Julius Runge (1843–1922), deutscher Marinemaler
- Julius Rupp (1809–1884), Theologe mit freikirchlicher Orientierung, Politiker des Vormärz
- Julius Ruska (1867–1949), deutscher Orientalist, Wissenschaftshistoriker und Pädagoge
- Julius Rütgers (1830–1903), deutscher Unternehmer

#### S
- Julius Sabatauskas (* 1958), litauischer Politiker
- Julius Sachs (1832–1897), deutscher Botaniker und gilt als Begründer der experimentellen Pflanzenphysiologie
- Julius von Safft (1812–1887), preußischer Generalmajor
- Julius Salter (1899–1973), deutscher Verleger
- Julius Franz Salzenberg (1763–1849), deutscher Künstler und Kupferstecher
- Julius van de Sande Bakhuyzen (1835–1925), niederländischer Landschaftsmaler, Radierer und Aquarellist
- Julius Sander (1838–1897), deutscher Rittergutsbesitzer und Parlamentarier
- Julius Sandmeier (1881–1941), deutscher Schriftsteller und literarischer Übersetzer
- Julius Sandt (1856–1928), deutscher Unternehmer und Brauereidirektor
- Julius Sandtmann (1826–1883), deutscher Kaufmann und Politiker (DFP), MdHB, MdR
- Julius Sang (1948–2004), kenianischer Sprinter und Olympiasieger
- Julius Santiago (* 1996), philippinischer Eishockeyspieler
- Julius Sarkodee-Addo (1908–1972), ghanaischer Chief Justice
- Julius Sartorius (1879–1918), deutscher Ingenieur und Industrieller
- Julius Sattler (1799–1871), deutscher Jurist und Politiker
- Julius Saxler (1916–1996), deutscher Politiker (CDU), MdL, Bürgermeister, Regierungspräsident
- Julius Caesar Scaliger (1484–1558), humanistischer Gelehrter
- Julius Schaaf (1910–1994), deutscher Philosoph
- Julius Cornelius Schaarwächter (1847–1904), deutscher Berufsfotograf und Verleger
- Julius Schad (1824–1900), deutscher Kommunalpolitiker
- Julius Schädler (1941–2001), liechtensteinischer Rennrodler
- Julius Schäffer (1823–1902), deutscher Musiker, Dirigent und Komponist
- Julius Schäffer (1882–1944), deutscher Lehrer und Mykologe
- Julius Schälike (* 1966), deutscher Philosoph
- Julius Schaller (1810–1868), deutscher Philosoph
- Julius Schaper (1829–1893), deutscher Reichsgerichtsrat
- Julius August Scharff (1812–1876), Richter und Politiker Freie Stadt Frankfurt
- Julius Friedrich Scharffenstein (1689–1756), deutscher evangelischer Geistlicher, Gymnasiallehrer, Schriftsteller, Übersetzer und Publizist geschichtswissenschaftlicher Texte
- Julius Scharlach (1842–1908), Hamburger Rechtsanwalt und deutscher Kolonialunternehmer
- Julius Scharre (1810–1868), deutscher demokratischer Politiker und Bürgermeister
- Julius Schätzle, deutscher Politiker (KPD, DKP), MdL Württemberg-Baden
- Julius Schaub (1898–1967), deutscher NS-Funktionär und langjähriger persönlicher Chefadjutant Adolf Hitlers
- Julius Schaxel (1887–1943), deutscher Zoologe und Entwicklungsbiologe
- Julius Friedrich Scheidemantel (1806–1891), deutscher Jurist und Mitglied der Bayerischen Abgeordnetenkammer
- Julius Scheiner (1858–1913), deutscher Astrophysiker
- Julius Schellin (1880–1962), deutscher Politiker (CSP, DVP, CDU), MdA
- Julius Scheuble (1890–1964), deutscher Verwaltungsbeamter, erster Präsident der Bundesanstalt für Arbeit
- Julius Scheuerer (1859–1913), deutscher Tiermaler
- Julius Scheybal (1930–2000), österreichischer Jazzmusiker und Komponist
- Julius Schgoer (1846–1885), österreichischer Genremaler, in München tätig
- Julius Schickard (1679–1735), württembergischer Beamter (Stabspfleger und Klosterpfleger) und Gründer von Neulußheim
- Julius Schieder (1888–1964), deutscher Oberkirchenrat und Kreisdekan
- Julius Schierenbeck (1888–1967), deutscher Chemieingenieur
- Julius Schiller (1581–1627), deutscher Astronom, Augustinermönch
- Julius Schimmelbusch (1826–1881), deutscher Unternehmer
- Julius Schindler (1878–1941), deutscher Unternehmer, Firmengründer und Mäzen
- Julius Schittenhelm (1926–2012), deutscher Sänger, Liederschreiber, Produzent und Designer
- Julius Karl Schläger (1706–1786), deutscher Philologe, Bibliothekar und Numismatiker
- Julius Schlaich (1860–1937), deutscher Verwaltungsbeamter
- Julius Schlegel (1825–1884), deutscher höfischer Landschaftsmaler in Potsdam
- Julius Schlegel (1895–1958), österreichischer Offizier der deutschen Wehrmacht, Retter der Kunstschätze des Klosters von Montecassino
- Julius Heinrich Gottlieb Schlegel (1772–1839), deutscher Mediziner
- Julius von Schleinitz (1806–1865), deutscher Verwaltungsjurist, preußischer Beamter und Abgeordneter
- Julius Schlichting (1835–1894), deutscher Wasserbauingenieur und Hochschullehrer
- Julius Schlinck (1875–1944), deutscher Industrieller
- Julius Eugen Schloßberger (1819–1860), deutscher Biochemiker und Arzt
- Julius von Schlosser (1866–1938), österreichischer Kunsthistoriker
- Julius David Schlüter (1828–1900), deutscher Kaufmann
- Julius Schmarje (1844–1902), deutscher Autor und Lehrer
- Julius Schmid (1854–1935), österreichischer Maler und Zeichner
- Julius Schmid (1901–1965), deutscher Maler
- Julius Schmidhauser (1893–1970), Schweizer Philosoph
- Julius Schmidlin (1811–1881), württembergischer Oberamtmann
- Julius Schmidt (1823–1897), deutscher Offizier und Prähistoriker
- Julius Schmidt (1872–1933), deutscher Chemiker
- Julius Theodor Schmidt (1814–1861), deutscher Politiker, MdFN
- Julius von Schmidt (1827–1908), preußischer Generalleutnant
- Julius Paul Schmidt-Felling (1835–1920), deutscher Bildhauer
- Julius Schmits (1855–1916), deutscher Kunstsammler und Mäzen, Stadtverordneter und Stofffabrikant
- Julius Adolf Schmits (1825–1899), deutscher Stofffabrikant
- Julius Schmundt (1815–1894), deutscher Arzt
- Julius Alexander Schnars (1812–1889), deutscher Kaufmann
- Julius Schnauß (1827–1895), deutscher Chemiker, Fotograf und Autor
- Julius Schneider (1908–1988), deutscher Widerstandskämpfer gegen den Nationalsozialismus
- Julius Schneider (* 1992), deutscher Politiker (SPD)
- Julius Franz Borgias Schneller (1777–1833), österreichischer Historiker und Schriftsteller
- Julius Schniewind (1883–1948), evangelischer Theologe, Deutschland
- Julius Schnitzler (1806–1884), deutscher Fabrikant, Beigeordneter, Kreistagsabgeordneter
- Julius Schnitzler (1865–1939), österreichischer Chirurg
- Julius Schnorr von Carolsfeld (1794–1872), deutscher Maler
- Julius Schoenian, deutscher Befreiungskämpfer und Verwaltungsjurist im Königreich Hannover
- Julius Schoeps (1864–1942), deutscher Sanitätsoffizier
- Julius H. Schoeps (* 1942), deutscher Historiker
- Julius Scholtz (1825–1893), deutscher Historien- und Porträtmaler
- Julius Scholz (1839–1920), deutscher Oberlehrer und Alpinist
- Julius Schöpel (1823–1902), deutscher Zeichner, Lithograf, Maler und Hochschullehrer
- Julius Schoppe (1795–1868), deutscher Porträt-, Landschafts-, Dekorations- und Historienmaler
- Julius Maximilian Schottky (1797–1849), deutscher Schriftsteller und Volkskundler
- Julius Schottländer (1835–1911), deutscher Gutsbesitzer
- Julius Schrader (1815–1900), deutscher Maler
- Julius Schrag, deutscher Maler
- Julius Schramm (1870–1945), deutscher Kunstschmied, Kunstschlosser und Fachschriftsteller
- Julius Schramm (1922–1991), deutscher Metallbildhauer und Goldschmied
- Julius Schreck (1898–1936), deutscher NS- und SS-Funktionär
- Julius Schreiber (1848–1932), deutscher Internist und Hochschullehrer
- Julius Heinrich Schreyer (1815–1888), deutscher Bergmann und Privatschullehrer
- Julius Schuberth (1804–1875), deutscher Musikverleger und Buchhändler
- Julius Schubring (1839–1914), deutscher Klassischer Philologe und Pädagoge
- Julius Schubring (1806–1889), deutscher evangelischer Theologe
- Julius Wolfgang Schülein (1881–1970), deutsch-amerikanischer Maler
- Julius von der Schulenburg (1809–1893), preußischer Generalleutnant, Hofmarschall und Rechtsritter des Johanniterordens
- Julius Schüler (1850–1914), deutscher Landwirt, Bürgermeister und Politiker (Zentrum), MdR
- Julius Schulhoff (1825–1898), österreichischer Pianist und Komponist
- Julius Schulman (1915–2000), US-amerikanischer Violinist
- Julius Schult (1885–1948), deutscher Mitbegründer des Deutschen Jugendherbergswerks und Vorsitzender des Sauerländischen Gebirgsvereins
- Julius Schulte (1881–1928), österreichischer Architekt
- Julius Schulte-Frohlinde (1894–1968), deutscher Architekt
- Julius Hermann Schultes (Botaniker, 1804), (1804–1840), österreichischer Botaniker
- Julius Hermann Schultes (Botaniker, 1820), (1820–1887), österreichischer Botaniker
- Julius Schultze (1811–1881), deutscher Unternehmer
- Julius Schulz (1805–1874), deutscher Maler und Lithograf
- Julius Schulz (1889–1975), deutscher Offizier, zuletzt General der Flieger im Zweiten Weltkrieg
- Julius Schulz (1805–1875), königlich preußischer Generalmajor und zuletzt Inspekteur der 6. Festungsinspektion
- Julius von Schulz (1817–1895), sächsischer Generalleutnant
- Julius Schulze, deutscher Politiker und hessischer Abgeordneter
- Julius Schumacher (1827–1902), deutscher Unternehmer und Kommunalpolitiker in Wermelskirchen sowie Ehrenbürger von Burg an der Wupper
- Julius Schumm (1899–1986), deutscher Polizist und Kommunalpolitiker
- Julius Schunck (1822–1857), deutscher lutherischer Theologe und Förderer der Inneren Mission
- Julius Adolf Martin Schuppmann (1881–1917), deutscher Musiker, Organist, Chordirigent und Komponist
- Julius Schuster (1817–1863), deutscher Politiker
- Julius Schuster (1921–1995), österreichischer Jurist, Statthalter des Ritterorden vom Heiligen Grab zu Jerusalem in Österreich
- Julius Schuster (1886–1949), deutscher Botaniker, Paläobotaniker und Wissenschaftshistoriker
- Julius Ernst von Schütz (1721–1793), kurfürstlich-sächsischer Amtshauptmann
- Julius Franz Schütz (1889–1961), österreichischer Schriftsteller, Lyriker und Kulturhistoriker
- Julius von Schütz (1853–1910), deutscher Stahlbauingenieur
- Julius Leopold Schwabach (1831–1898), deutscher Bankier
- Julius Schwabe (1892–1980), Schweizer Symbolforscher
- Julius Schwabe (1821–1892), deutscher Arzt
- Julius Schwalbe (1863–1930), deutscher Arzt
- Julius Schwartz (1915–2004), US-amerikanischer Verleger
- Julius August von Schwartz (1811–1883), preußischer Generalleutnant, Inspekteur der 2. Artillerie-Inspektion
- Julius Schwarz (1862–1934), deutscher Orgelbauer
- Julius Schwarz (1880–1949), deutscher Gewerkschafter und Politiker (SPD, SPS), MdL
- Julius Schwarzbauer, deutscher Musikinstrumenten- und Orgelbauer
- Julius Heinrich Schwarze († 1775), deutscher Baumeister
- Julius Schweikert (1807–1876), deutscher Mediziner und Pionier der Homöopathie
- Julius Schwering (1863–1941), deutscher Germanist
- Julius Schwietering (1884–1962), deutscher Germanist und Volkskundler
- Julius Schwyzer (1876–1929), Schweizer Bildhauer
- Julius Sckell (1829–1915), Großherzoglich Sächsischer Garteninspektor im Belvedere bei Weimar
- Julius Scriba (1848–1905), deutscher Chirurg und Professor an der Universität Tokio
- Julius Scriba (1866–1937), deutscher Pharmazeut
- Julius von Seefeld (1802–1878), kurländischer Landesbeamter
- Julius Hawley Seelye (1824–1895), US-amerikanischer Politiker
- Julius Seeth (1863–1939), deutscher Löwendompteur
- Julius Seger (1876–1944), böhmisch-deutscher Theaterschauspieler
- Julius Seidler (1867–1936), deutscher Bildhauer und Hochschullehrer
- Julius Seifert (1848–1909), deutscher Politiker (SPD), MdR, MdL (Königreich Sachsen)
- Julius Seitz (1847–1912), deutscher Bildhauer
- Julius Seligsohn (1890–1942), deutscher Jurist und jüdischer Verbandsfunktionär
- Julius Seljamaa (1883–1936), estnischer Politiker, Mitglied des Riigikogu, Diplomat und Journalist
- Julius Ševčík (* 1978), tschechischer Filmregisseur und Drehbuchautor
- Julius Severin (1840–1883), deutscher Landschafts- und Genremaler
- Julius Seybt († 1871), deutscher Übersetzer und Autor
- Julius Seyler, deutscher Maler und Sportler
- Julius Shaneson (* 1944), US-amerikanischer Mathematiker
- Julius Shulman (1910–2009), US-amerikanischer Architekturfotograf
- Julius Siede (1825–1903), deutsch-australischer Komponist und Flötist
- Julius Sieden (1884–1938), deutscher evangelisch-lutherischer Theologe
- Julius Sieg (1848–1923), deutscher Rittergutsbesitzer und Politiker (NLP), MdR
- Julius Siegfried (1835–1901), deutscher Verwaltungsbeamter
- Julius Albert Siehr (1801–1876), deutscher Verwaltungsjurist und Politiker
- Julius Siemering (1837–1908), deutscher Landschaftsmaler und Lithograf
- Julius Sillig (1801–1855), deutscher Klassischer Philologe und Gymnasiallehrer
- Julius Silverman (1905–1996), britischer Politiker der Labour Partei
- Julius Simmonds (1843–1924), deutscher Genre-, Stillleben- und Porträtmaler der Düsseldorfer Schule
- Julius Simons (1887–1944), letzter amtierender Rabbiner in Deutz
- Julius Skačkauskas (* 1982), litauischer Politiker
- Julius Skalweit (1841–1891), deutscher Architekt und Baubeamter
- Julius Skarba-Wallraff (1883–1943), deutscher Architekt
- Julius Skutnabb (1889–1965), finnischer Eisschnellläufer
- Julius E. Slack (1898–1968), US-amerikanischer Offizier
- Julius Smend (1857–1930), deutscher Theologe
- Julius von Soden (1754–1831), deutscher Schriftsteller
- Julius von Soden (1846–1921), deutscher Beamter und Politiker, Konsul und Kolonialgouverneur
- Julius Söhn (1868–1943), deutscher Fotograf
- Julius Adolph von Söhne († 1616), Herausgeber der zweitältesten deutschsprachigen Zeitung, der „Aviso, Relation oder Zeitung“
- Julius Söhnlein (1856–1942), deutscher Ingenieur und Erfinder
- Julius Sommer (1871–1943), deutscher Mathematiker
- Julius Sommerbrodt (1813–1903), deutscher Klassischer Philologe
- Julius Karl von Sothen (1830–1909), hannoverscher Hauptmann, später königlich preußischer Generalmajor und zuletzt Kommandeur des 87. Infanterieregiments
- Julius Soubise (1754–1798), englischer Freigelassener und gesellschaftliche Persönlichkeit
- Julius Spanier (1880–1959), deutscher Arzt
- Julius von Sparre, preußischer Landrat und Gutsbesitzer
- Julius Speer (1905–1984), deutscher Forstwissenschaftler und Wissenschaftsorganisator
- Julius Spengel (1853–1936), deutscher Komponist, Dirigent und Pianist
- Julius Sperber († 1616), deutscher Alchemist und Rosenkreuzer
- Julius Hans Spiegel (1891–1974), deutscher Tänzer und Maler
- Julius Spiegelberg (1833–1897), deutscher Unternehmer und Industrieller
- Julius Spielmann (1872–1925), österreichischer Politiker; Abgeordneter zum Abgeordnetenhaus
- Julius Spier (1887–1942), deutscher Psychoanalytiker und Begründer der Psycho-Chirologie
- Julius Spohn (1841–1919), deutscher Textil- und Zementunternehmer
- Julius Spokojny (1923–1996), deutscher Unternehmer und Gemeindevorsitzender
- Julius Sponheimer, Schweizer Lebensreformer
- Julius Sponsel, deutscher Reichsgerichtsrat
- Julius Sporket (1868–1955), deutscher evangelischer Pastor und Missionar
- Julius Spriestersbach (1871–1945), deutscher Lehrer und Geologe
- Julius Springer (1817–1877), deutscher Verleger
- Julius Springer der Jüngere (1880–1968), deutscher Verleger
- Julius Ernst Reinhold Springer (1867–1932), deutscher Drucker in Danzig
- Julius Stadler (1828–1904), Schweizer Architekt, Aquarellist und Hochschullehrer
- Julius Staelin (1837–1889), deutscher Kaufmann, Fabrikant und Politiker, MdR
- Julius Stahel (1825–1912), US-amerikanischer Offizier des Unionsheers im Sezessionskrieg, zuletzt im Range eines Generalmajors (1861–1865)
- Julius Stahn (1898–1945), deutscher Jurist und Ministerialbeamter
- Julius Stangnowski (1824–1892), ostpreußischer Tischler, Vorsteher und Prediger der autochthonen, baptistischen sowie in Teilen sabbatarischen Apostolisch-Christlichen Gemeinde
- Julius Starcke (1895–1945), deutscher Bildhauer
- Otto-Julius Stärk (1913–2003), deutscher Zoologe
- Julius von Staudinger (1836–1902), deutscher Jurist
- Julius Steeger (1881–1954), deutscher Verleger und Politiker (SPD), MdL
- Julius Stein (1813–1889), deutscher, linksliberaler Journalist und Politiker
- Julius Steinberg (* 1972), deutscher Theologe
- Julius Steiner (1924–1997), deutscher Politiker (CDU), MdB
- Julius Steiner (1816–1889), deutscher Schauspieler, Regisseur und Hoftheaterdirektor
- Julius Steiner (1863–1904), Tiroler Bildhauer
- Julius Steinfeld (1884–1974), Fluchthelfer
- Julius Steinmetz (1808–1874), Landtagsabgeordneter Waldeck
- Julius Stenzel (1883–1935), deutscher klassischer Philologe
- Julius Stern (1858–1914), deutscher Bankier, Kunstsammler und Mäzen
- Julius Stern (1820–1883), deutscher Musikpädagoge und Komponist
- Julius Sternheim (1881–1940), deutscher Drehbuchautor, Filmproduzent und Produktionsleiter
- Julius Stettenheim (1831–1916), deutscher Schriftsteller
- Julius Steup (1847–1925), deutscher Bibliothekar und Altphilologe
- Julius Stewart (1855–1919), US-amerikanischer Maler
- Julius Stieber (* 1966), österreichischer Germanist; Kulturdirektor der Stadt Linz
- Julius Stief (1827–1896), deutscher Verleger und Politiker
- Julius Stieglitz (1867–1937), US-amerikanischer Chemiker
- Julius Stinde (1841–1905), deutscher Chemiker, Journalist und Schriftsteller
- Julius Stobbe (1879–1952), deutscher Architekt
- Julius Stockfleth (1857–1935), deutscher Zeichner und Maler
- Julius Adolph Stöckhardt (1809–1886), deutscher Agrarwissenschaftler
- Julius Reinhold Stöckhardt (1831–1901), preußischer Ministerialbeamter und Komponist
- Julius Stockhausen (1826–1906), deutscher Sänger (Bariton), Gesangspädagoge und Dirigent
- Julius Stockhausen (1851–1920), deutscher Industrieller und Chemiker
- Julius Franz von Stockhausen (1814–1881), deutscher Gutsbesitzer und preußischer Abgeordneter
- Julius Stoklasa (1858–1936), tschechischer Agrikulturchemiker
- Julius Stone (1907–1985), britischer Rechtstheoretiker und Internationalist
- Julius Strasburger (1871–1934), deutscher Internist
- Julius Cäsar von Strassoldo (1791–1855), altösterreichischer Feldmarschall-Leutnant
- Julius Stratton (1901–1994), US-amerikanischer Elektroingenieur
- Julius Straube (1832–1913), deutscher Kartograf und Verleger
- Julius Streicher (1885–1946), deutscher Politiker (NSDAP), MdR und Herausgeber des Stürmer
- Julius Strnadt (1833–1917), österreichischer Historiker und Politiker, Landtagsabgeordneter
- Julius Strobel (1814–1884), deutscher Orgelbauer
- Julius Strobl (1868–1932), österreichischer Schauspieler
- Julius L. Strong (1828–1872), US-amerikanischer Politiker
- Julius Melchior Strube (1725–1777), deutscher Jurist und Publizist, hannoverischer Beamter
- Julius Wilhelm von Strube (1774–1834), Kommandeur des Hamelner Landwehr-Bataillon
- Julius Caesar Stülcken (1867–1925), deutscher Werftbesitzer und Bühnenautor
- Julius Stumpf (1889–1985), sudetendeutscher Kommunalpolitiker
- Julius Sturm (1816–1896), deutscher Dichter der Spätromantik
- Julius Stürmer (1915–2011), deutscher Grafiker, Maler und Autor
- Julius Stursberg (1857–1909), deutscher evangelischer Theologe, Missionar und Leiter der Neukirchener Mission
- Julius Stwertka (1872–1942), österreichischer Violinist und Konzertmeister
- Julius von Suchten (1809–1897), preußischer Generalmajor
- Julius Sudendorf (1815–1893), Amtsgerichtsrat und Historiker zur Osnabrücker Geschichte
- Julius Kipkemboi Sugut (* 1978), kenianischer Marathonläufer
- Julius Sulzer (1830–1891), österreichischer Komponist und Pianist
- Julius Karl Emil Sulzer (1818–1889), Schweizer Porträt- und Historienmaler
- Julius Sumawe (* 1965), tansanischer Marathonläufer
- Julius Gottfried Sussdorf (1822–1890), deutscher Apotheker und Chemiker
- Julius Sylvester (1854–1944), österreichischer Jurist und Politiker
- Julius Szalit (1892–1919), österreichischer Übersetzer, Dramaturg sowie Bühnen- und Stummfilmschauspieler
- Julius Szeps (1867–1924), österreichischer Journalist und Zeitungsverleger
- Julius Szmula (1829–1909), preußischer Militär, Gutsbesitzer und Politiker (Zentrumspartei), MdR
- Julius von Szöreghy (1883–1942), ungarischer Schauspieler und Filmregisseur
- Julius von Szymanowski (1829–1868), Chirurg deutscher Abstammung, in Russland tätig

#### T
- Julius Tafel (1862–1918), deutscher Chemiker
- Julius Tafel (1827–1893), deutscher Unternehmer
- Julius Tambornino (1885–1964), deutscher Klassischer Philologe, Religionswissenschaftler und Gymnasiallehrer
- Julius Tandler (1869–1936), österreichischer Arzt und Politiker
- Julius Tannert (* 1990), deutscher Rallyefahrer
- Julius Taschke (1895–1941), Hauptsturmführer im SD und Landrat im Landkreis Neu-Ulm
- Julius Tauriainen (* 2001), finnischer Fußballspieler
- Julius Tausch (1827–1895), deutscher Pianist, Komponist und Dirigent sowie städtischer Musikdirektor in Düsseldorf
- Julius Tempeltey († 1870), deutscher Maler und Lithograf
- Julius Ernst von Tettau (1644–1711), General-Feldzeugmeister und General der Infanterie im Dienste der Generalstaaten
- Julius Thaeter (1804–1870), deutscher Reproduktionsstecher
- Julius Thannhauser (1860–1921), deutscher Hutmacher und Humorist
- Julius The Losen (1812–1882), preußischer Textilunternehmer und Landrat
- Julius Arthur Thiele (1841–1919), deutscher Tiermaler
- Julius Thikötter (1832–1913), deutscher evangelischer Pfarrer und Autor
- Julius Thole (* 1997), deutscher Volleyball- und Beachvolleyballspieler
- Julius Thomas (* 1988), US-amerikanischer American-Football-Spieler
- Julius Thomsen (1826–1909), dänischer Chemiker
- Julius Thomson (1888–1960), deutscher Fechter, zweimaliger deutscher Meister und Olympiateilnehmer
- Julius Thornberg (1883–1945), dänischer Geiger
- Julius Tielbürger (1919–1995), deutscher Unternehmer und Erfinder
- Julius Tietz (* 1838), deutscher Theologe, Pädagoge, Sachbuchautor und Schulleiter
- Julius Tinzmann (1907–1982), deutscher Schriftsteller, Hörspielautor und Maler
- Julius Tittmann (1814–1883), deutscher Literaturwissenschaftler
- Julius Sullan Tonel (* 1956), philippinischer Geistlicher, römisch-katholischer Erzbischof von Zamboanga
- Julius Anton Törmer (1803–1868), sächsischer Generalmajor
- Julius Trautzl († 1958), österreichischer Bildhauer und Medailleur
- Julius von Trenk (1825–1897), preußischer Generalleutnant und Kommandeur der 16. Division
- Julius von Treskow (1818–1894), preußischer Rittergutsbesitzer und Politiker
- Julius Adolf Friedrich Treusch von Buttlar (1716–1784), preußischer Generalmajor, Ritter des Ordens Pour le Mérite und Amtshauptmann von Ziesar
- Julius Trip (1857–1907), deutscher Gartenarchitekt
- Julius Tröger (1862–1942), deutscher Chemiker
- Julius Tröger (* 1983), deutscher Journalist und Buchautor
- Julius Troschel (1806–1863), deutscher Bildhauer
- Julius Friedrich Siegismund Tschirschnitz (1825–1868), preußischer Verwaltungsbeamter und Landrat des Kreises Gummersbach
- Julius von Tschirschnitz (1834–1921), sächsischer Generalleutnant
- Julius von Twardowski-Skrzypna (1874–1945), österreichisch-polnischer Jurist, Politiker, Diplomat und Schriftsteller
- Julius Tyciak (1903–1973), deutscher römisch-katholischer Theologe

#### U
- Julius Uebelein (1916–2001), deutscher Fußballspieler
- Julius Uffelmann (1837–1894), deutscher Mediziner, Medizinhistoriker und Hochschullehrer
- Julius Uhl (1903–1934), deutscher Politiker (NSDAP) und SA-Führer
- Julius Ukrainczyk (1911–1978), polnischer Spielervermittler
- Julius Ullmann (1861–1918), österreichischer Genremaler
- Julius von Unger (1819–1906), deutscher Kriegsrat und Schriftsteller
- Julius Upmann (1838–1900), deutscher Chemiker und Sprengstoffexperte
- Julius Urbanek (1881–1949), österreichischer Maschinenbauer und Hochschullehrer
- Julius Urgiß (1873–1948), deutscher Drehbuchautor
- Julius Uschner (1805–1885), deutscher Historien- und Porträtmaler der Düsseldorfer Schule
- Julius Usinger (1828–1902), Kaufmann und Landtagsabgeordneter Großherzogtum Hessen
- Julius Heinrich von Uslar (1752–1829), deutscher Forstwissenschaftler

#### V
- Julius Vahlteich (1839–1915), deutscher Politiker (SPD), MdR
- Julius von Vallet des Barres (1820–1897), preußischer General der Infanterie
- Julius von Verdy du Vernois (1832–1910), preußischer General der Infanterie und Kriegsminister
- Julius Vermehren (1855–1928), deutscher Jurist, Rechtsanwalt, Notar und Senator in Lübeck
- Julius Versé (1881–1966), deutscher Geologe und Bergbauingenieur
- Julius Veselka (1943–2012), litauischer Politiker und Wirtschaftswissenschaftler
- Julius Viel (1918–2002), deutscher Journalist, Autor und Kriegsverbrecher
- Julius Voegtli (1879–1944), Schweizer Maler
- Julius Vogel (1814–1880), deutscher Mediziner
- Julius Vogel (1862–1927), deutscher Kunsthistoriker
- Julius Vogel, deutscher Politiker (DNVP), MdR
- Julius Vogel (1835–1899), britisch-neuseeländischer Politiker, Zeitungsherausgeber und der achte Premierminister Neuseelands
- Julius Rudolph Theodor Vogel (1812–1841), deutscher Botaniker und Forschungsreisender
- Julius von Voigts-Rhetz (1822–1904), preußischer General der Artillerie
- Julius Vollmer (1927–2014), deutscher Schauspieler, Mitbegründer des Deutschen Staatstheaters Temeswar
- Julius Voos (1904–1944), deutscher Rabbiner und Opfer des Nationalsozialismus
- Julius Vorster (1809–1876), deutscher Unternehmer
- Julius Vorster junior (1845–1932), deutscher Unternehmer und Politiker
- Julius von Voß (1768–1832), deutscher Schriftsteller
- Julius Vosseler (1861–1933), deutscher Zoologe und Zoodirektor

#### W
- Julius Wächter, bayerischer Politiker
- Julius Wachter (1899–1986), österreichischer Politiker und Unternehmer
- Julius August Wagenmann (1823–1890), deutscher evangelischer Theologe und Professor in Göttingen
- Julius Wagner (1882–1952), deutsch-schweizerischer Leichtathlet
- Julius Wagner (1886–1970), deutscher Geograph und Pädagoge
- Julius Wagner (1818–1879), deutscher Genremaler
- Julius Eugen Wagner (1857–1924), deutscher Chemiker
- Julius Wagner-Jauregg (1857–1940), österreichischer Psychiater, Nobelpreisträger
- Julius Wahle (1861–1940), österreichisch-deutscher Literaturwissenschaftler und Herausgeber der Briefe Johann Wolfgang von Goethes
- Julius Waldeck (1824–1907), Landtagsabgeordneter Waldeck
- Julius Waldschmidt (1811–1900), deutscher Gutsbesitzer und Landtagsabgeordneter im Fürstentum Waldeck
- Julius von Waldthausen (1858–1935), deutscher Diplomat
- Julius Wallach (1874–1965), jüdisch-deutscher Kaufmann und Textileinzelhändler, Gründer des Münchner Trachtengeschäfts Wallach
- Julius Wallichs (1829–1916), deutscher Arzt
- Julius Wallot (1876–1960), deutscher Physiker
- Julius Walter (1841–1922), deutscher Philosoph
- Julius Walter (1794–1834), deutsch-baltischer Theologe und Hochschullehrer
- Julius Walzer (1838–1921), deutscher Rittergutsbesitzer und Politiker, MdR
- Julius Schnyder von Wartensee (1830–1913), Schweizer Landwirt, Bankangestellter, Kantons- und Landespolitiker
- Julius von Wartensleben (1809–1882), deutscher Jurist und Stadtgerichtsrat, Rechtsritter des Johanniterordens
- Julius Caesar Karl Oskar Erdmann von Wartensleben-Carow (1872–1930), deutscher Sportfunktionär
- Julius von Wasielewski (1857–1938), preußischer Generalmajor
- Julius Wätjen (1883–1968), deutscher Pathologe
- Julius Watkins (1921–1977), US-amerikanischer Jazzhornist
- Julius Weber (1904–1942), deutscher Politiker (NSDAP), MdR
- Julius Weber (1840–1934), deutscher Unternehmer und Kommunalpolitiker in Duisburg
- Julius Weber (1888–1942), bukowinischer deutschsprachiger Journalist
- Julius Weber (1838–1906), Schweizer Kaufmann und Unternehmer
- Julius Weckauf (* 2007), deutscher Schauspieler
- Julius von Wedderkop (1849–1921), preußischer Generalmajor, Hofbeamter in Oldenburg
- Julius Weeren (1832–1914), deutscher Metallurge und Hochschullehrer
- Julius Wegeler (1836–1913), deutscher Weinbaufunktionär
- Julius Stephan Wegeler (1807–1883), deutscher Mediziner und Heimatkundler der rheinischen Landesgeschichte
- Julius August Ludwig Wegscheider (1771–1849), protestantischer Theologe
- Julius Wehr (1881–1962), preußischer Landrat
- Julius Weidtmann (1821–1896), deutscher Ingenieur, Unternehmer und Eisenbahnfachmann
- Julius Weiffenbach (1837–1910), deutscher Jurist
- Julius Robin Weigel (* 1987), deutscher Schauspieler
- Julius Weil, deutscher Jurist und Schriftsteller
- Julius Johann Weiland († 1663), deutscher Komponist
- Julius Weiler (1850–1904), deutscher Chemiker und Unternehmer
- Julius Weingarten (1836–1910), deutscher Mathematiker
- Julius Weisbach (1806–1871), deutscher Mathematiker und Ingenieur
- Julius Weise (1844–1925), deutscher Entomologe
- Julius Nicolaus Weisfert (1873–1942), deutscher Journalist und Redakteur
- Julius Martin Weißich (1824–1898), deutscher Jurist und Politiker (NLP), MdR
- Julius Weiske (1801–1877), deutscher Rechtswissenschaftler und Hochschullehrer
- Julius Weismann (1879–1950), deutscher Komponist
- Julius Weissenborn (1837–1888), deutscher Fagottist, Komponist und Hochschullehrer
- Julius Weizsäcker (1828–1889), deutscher Historiker
- Julius Wellhausen (1844–1918), deutscher evangelischer Theologe und Orientalist
- Julius Wellstein (1888–1978), deutscher Mathematiker
- Julius von Weltzien (1881–1955), deutscher Jurist und Manager
- Julius Wengel (1865–1934), deutsch-französischer Genre- und Landschaftsmaler
- Julius Wengert (1871–1925), deutscher Komponist und Liederdichter
- Julius Wentscher junior (1881–1961), deutsch-australischer Maler
- Julius Wentscher senior (1842–1918), deutscher Landschafts- und Marinemaler
- Julius Wernher (1850–1912), Diamantenhändler und Kunstsammler
- Julius Wernicke (1802–1866), deutscher Lehrer und Regionalhistoriker in Thorn in Westpreußen
- Julius von Werther (1838–1910), deutscher Schauspieler
- Julius Wess (1934–2007), österreichischer Physiker
- Julius von Westernhagen (1828–1905), preußischer Generalmajor
- Julius Weyde (1822–1860), deutscher Genre-, Landschafts- und Porträtmaler
- Julius Wichmann (1854–1921), niederdeutscher Schriftsteller
- Julius von Wickede (1819–1896), deutscher Offizier und Schriftsteller
- Julius Wiegand (1880–1956), deutscher Literaturhistoriker, Germanist und Lehrer
- Julius Wiesmann (1811–1884), deutscher evangelischer Theologe, Generalsuperintendent von Westfalen
- Julius Wiesner (1838–1916), österreichischer Botaniker
- Julius Wiethaus (1806–1863), preußischer Beamter und Abgeordneter
- Julius Wieting (1868–1922), deutscher Chirurg und Sanitätsoffizier
- Julius Wiggers (1811–1901), deutscher Theologe, Hochschullehrer und Politiker (NLP), MdR
- Julius Wilbrand (1839–1906), deutscher Chemiker und Entdecker des TNT
- Julius Wilhelm (1873–1961), deutscher Kaufmann, Verleger und Denkmalpfleger des Landkreises Lörrach
- Julius Wilhelm (1871–1941), österreichischer Librettist
- Julius Wilhelm (1896–1983), deutscher Romanist und Literaturwissenschaftler
- Julius Wilhelmi (1880–1937), deutscher Zoologe
- Julius Will (1865–1940), deutscher Schauspieler
- Julius Penson Williams (* 1954), US-amerikanischer Komponist, Dirigent und Musikpädagoge
- Julius Wilser (1888–1949), deutscher Geologe
- Julius Winckel (1857–1941), deutscher Jurist und Konsularbeamter
- Julius Windisch (* 1995), deutscher Jazz- und Improvisationsmusiker (Piano, Synthesizer, Komposition)
- Julius Winter (1899–1995), deutscher Jurist und Versicherungsunternehmer
- Julius Friedrich Winzer (1780–1845), deutscher Ethnologe und evangelischer Theologe
- Julius Wirtz (1875–1952), deutscher Architekt und Dombaumeister in Trier
- Julius Witt (1835–1879), deutscher Theaterschauspieler und -leiter
- Julius Wittels (1860–1899), österreichischer Schauspieler und Gesangskomiker
- Julius Wohlauf (1913–2002), deutscher Polizeioffizier der Ordnungspolizei und Täter des Holocaust
- Julius Wohlers (1867–1953), deutscher Maler, Kunstpädagoge, Impressionist
- Julius Wolf (1862–1937), österreichischer Nationalökonom
- Julius Wolf (* 1993), deutscher Basketballspieler
- Julius Wolfenhaut (1913–2010), rumänisch-russisch-deutscher Ingenieur und Lehrer
- Julius Wolff von Linger (1812–1905), preußischer Generalleutnant
- Julius Wolff (1834–1910), deutscher Dichter und Schriftsteller
- Julius Wolff (1828–1897), deutscher Jurist, Kommunalpolitiker, preußischer Abgeordneter
- Julius Wolff (1836–1902), deutscher Arzt
- Julius Wolff (1882–1945), niederländischer Mathematiker
- Julius Ferdinand Wollf (1871–1942), deutscher Journalist und Verleger
- Julius Wordelmann (1885–1945), deutscher Gewerkschafter und Widerstandskämpfer
- gegen den Nationalsozialismus
- Julius Worpitzky (1835–1895), deutscher Mathematiker
- Julius Wortmann (1856–1925), deutscher Weinbauwissenschaftler
- Julius Wrede (1881–1958), deutscher Verwaltungsbeamter, Bankmanager und Rittergutsbesitzer
- Julius Wulff (1822–1904), deutscher Revolutionär und Vorsitzender in der frühen Arbeiterbewegung
- Julius Friedrich Wurm (1791–1839), deutscher evangelischer Theologe und Altphilologe
- Julius Wurmbach jr. (1860–1926), deutscher Kommerzienrat, Industrieller
- Julius Wurmbach (1831–1901), deutscher Kommerzienrat, Industrieller

#### Y
- Julius Yego (* 1989), kenianischer Speerwerfer
- Julius Conrad von Yelin (1771–1826), deutscher Physiker, Mathematiker und Finanzbeamter

#### Z
- Julius Zacher (1816–1887), deutscher Germanist und Hochschullehrer
- Julius Zähler (1827–1913), deutscher Lehrer und Jugendbuchautor
- Julius Zarest (1865–1939), deutscher Opernsänger (Bariton)
- Julius von Zastrow (1802–1884), preußischer Generalmajor
- Julius von Zech auf Neuhofen (1868–1914), deutscher Offizier, Kolonialbeamter und Gouverneur
- Julius Zech (1821–1864), deutscher Astronom und Mathematiker
- Julius von Zech-Burkersroda (1805–1872), deutscher Politiker
- Julius Zeißig (1855–1930), deutscher Architekt
- Julius Zeitler (1874–1943), deutscher Philosoph, Schriftsteller, Literaturhistoriker, Bibliothekar und Verleger
- Julius von Zenetti (1822–1905), bayerischer Regierungspräsident, Ministerialrat und Landrat
- Julius Theodor Zenker (1811–1884), deutscher Orientalist, Übersetzer und Privatgelehrter
- Julius von Zerboni di Sposetti (1805–1884), österreichischer Schriftsteller
- Julius Zerfaß (1886–1956), deutscher Journalist und Schriftsteller
- Julius Zerzer (1889–1971), österreichischer Schriftsteller
- Julius Zeyer (1841–1901), tschechischer Schriftsteller, Dichter und Dramaturg deutsch-französischer Abstammung
- Julius Caspar Ziegler (1806–1862), Schweizer Jurist, Gutsbesitzer und Politiker
- Julius Ziehen (1864–1925), deutscher Pädagoge und Altphilologe
- Julius Zielke (1826–1907), deutscher Landschafts- und Vedutenmaler der deutschen Romantik
- Julius Zießler (1887–1950), deutscher Landrat
- Ernst Julius Zimmermann (1855–1929), Lehrer der Zeichenakademie und Historiker
- Julius Zimmermann (1824–1906), deutscher Porträt- und Historienmaler
- Julius Zimmermann (1834–1902), deutscher Kommunalpolitiker und Bürgermeister
- Julius Heinrich Zimmermann (1851–1922), deutscher Musikinstrumentenhersteller und Politiker (NLP), MdR
- Julius Zimpel (1896–1925), österreichischer Maler, Grafiker und Kunsthandwerker
- Julius Wilhelm Zincgref (1591–1635), deutscher Lyriker, Spruchdichter und Herausgeber
- Julius Leopold Theodor Friedrich Zincken (1770–1856), deutscher Arzt und Entomologe
- Julius Zinser (1881–1929), deutscher Fußballspieler
- Julius Hieronymus Zollikofer (1713–1802), Schweizer Bürgermeister
- Julius Zumbusch (1832–1908), deutscher Bildhauer und Medailleur
- Julius Zupitza (1844–1895), deutscher Anglist
- Julius van Zuylen van Nijevelt (1819–1894), niederländischer antirevolutionärer, später konservativer Staatsmann
- Julius Heinrich Zwilgmeyer (1730–1799), deutscher Münzprobierer, Münz-Guardein, Münzmeister und Zöllner
- Julius Zwirner, deutscher Orgelbauer
- Julius Zwißler (1848–1922), deutscher Verleger
- Julius van der Zypen (1842–1907), deutscher Ingenieur und Industrieller

### Familienname
- Anthony Julius (* 1956), britischer Rechtsanwalt und Sachbuchautor
- David Julius (* 1955), US-amerikanischer Sinnesphysiologe
- Emanuel Haldeman-Julius (1889–1951), US-amerikanischer Journalist und Verleger
- Friedrich Julius (1776–1860), deutscher Theaterschauspieler
- Gaius Iulius Marcus, Angehöriger des römischen Senatorenstandes (Kaiserzeit)
- Gustav Julius (1810–1851), deutscher Journalist, Revolutionär 1848/49
- Henri Julius (* 1958), deutscher Sonderpädagoge und Hochschullehrer
- Hinrich Julius (* 1962), deutscher Rechtswissenschaftler
- Hugo Julius (1870–1949), deutscher Fotograf
- Ignaz Julius (?–1888?), deutscher Fotograf in Hamburg
- Kurt Julius (1909–1986), deutscher Fotograf
- Leigh Julius (* 1985), südafrikanischer Sprinter
- Leopold Julius (1850–1890), deutscher Klassischer Archäologe
- Marten Julius (* 1966), deutscher Handballspieler
- Michael Julius (1558–1605), deutscher evangelischer Pfarrer, Theologe und Gymnasiallehrer
- Nikolaus Heinrich Julius (1783–1862), deutscher Arzt, Reformer des Gefängniswesens in Preußen und Schriftsteller
- Nils Julius (* 1974), deutscher Schauspieler
- Orlando Julius (1943–2022), nigerianischer Musiker
- Paul Julius (1862–1931), österreichischer Chemiker und Manager in der deutschen Chemieindustrie
- Reinhold Julius (1913–1937), deutscher Widerstandskämpfer und Boxer
- Rolf Julius (1939–2011), deutscher Klanginstallationskünstler und Hochschullehrer
- Rosamind Julius (1923–2010), britische Unternehmerin und Designerin
- Willem Henri Julius (1860–1925), niederländischer Physiker